# Fort du Cognelot
Le fort du Cognelot, appelé aussi localement fort de Chalindrey et brièvement fort Vercingétorix, est un ouvrage faisant partie des fortifications de l'Est de la France du type Séré de Rivières. Il se situe au sommet de la montagne du Cognelot, à 470 mètres d'altitude, au sud-est de la commune de Chalindrey.

## Historique
Le fort a été construit entre 1874 et 1877, soit juste après la guerre franco-allemande de 1870 qui avait vu les troupes allemandes arriver jusqu'aux environs de Langres.
Par le décret du 21 janvier 1887, le ministre de la Guerre Georges Boulanger renomme tous les forts, batteries et casernes avec les noms d'anciens chefs militaires. Pour le fort du Cognelot, son « nom Boulanger » est en référence au chef gaulois Vercingétorix ; le nouveau nom est gravé au fronton de l'entrée. Dès le 13 octobre 1887, le successeur de Boulanger au ministère, Théophile Ferron, abroge le décret. Le fort reprend officiellement son nom précédent, tout en gardant le nom Boulanger à son fronton.
Vercingétorix, né vers - 72 près de Clermont-Ferrand, il entra dans l'Histoire comme le premier fédérateur de tribus gauloises. Vainqueur à Gergovie puis vaincu à Alésia en -52, on le prétend communément mort à Rome en -46.
Le fort est désarmé en 1915 pour envoyer ses pièces d'artillerie sur le front. En 1944, les troupes américaines font sauter la casemate à tir indirect pour tester leurs explosifs avant d'attaquer les fortifications de la frontière allemande.
Depuis 1995, le fort est la propriété de la communauté de communes du pays de Chalindrey. Une association de sauvegarde du fort est créée en janvier 2002, assurant l'entretien et les visites.

## Description

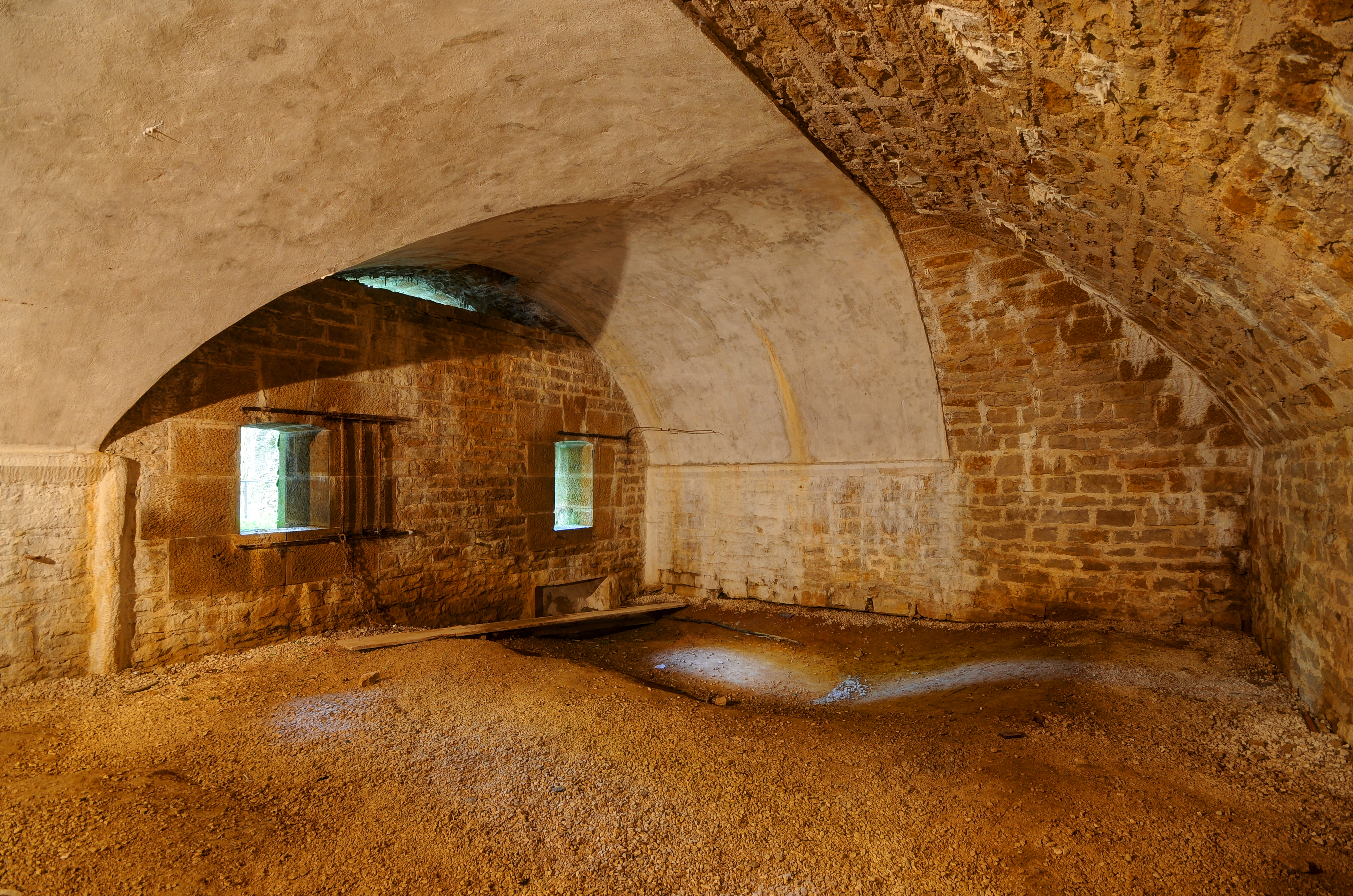
L'intérieur du coffre double d'escarpe.

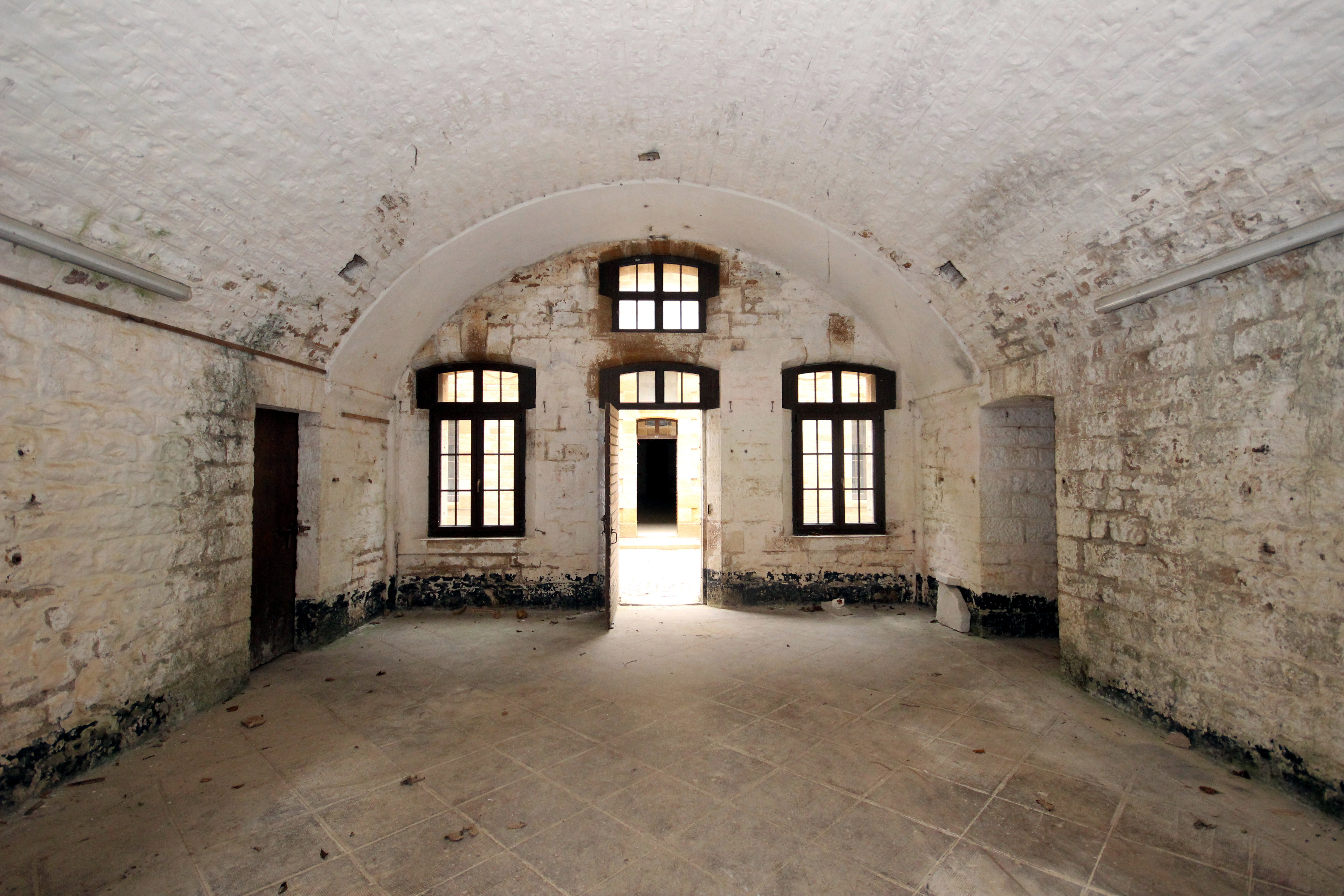
Une chambrée de troupe du fort.

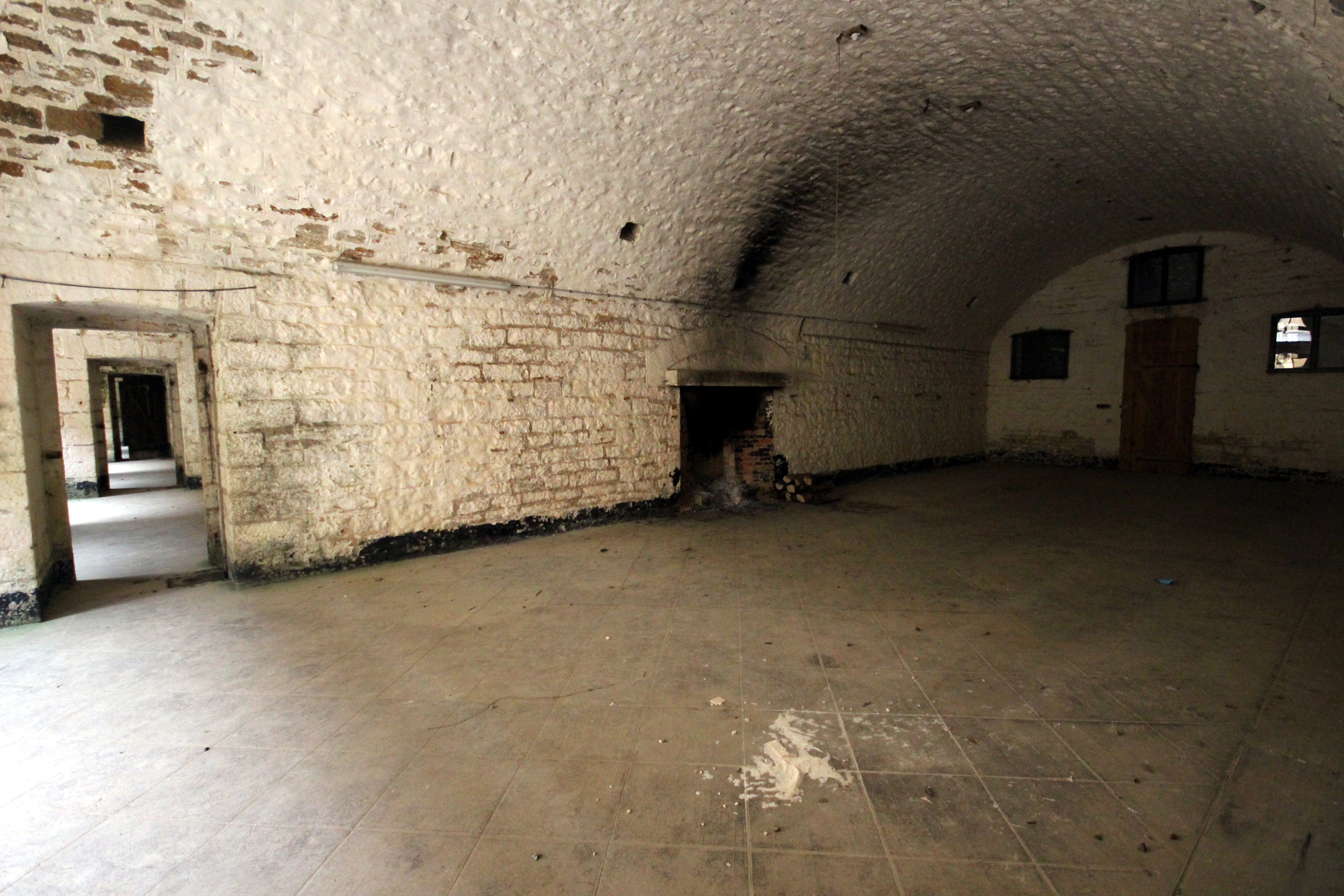
Une chambrée de troupe avec le couloir.

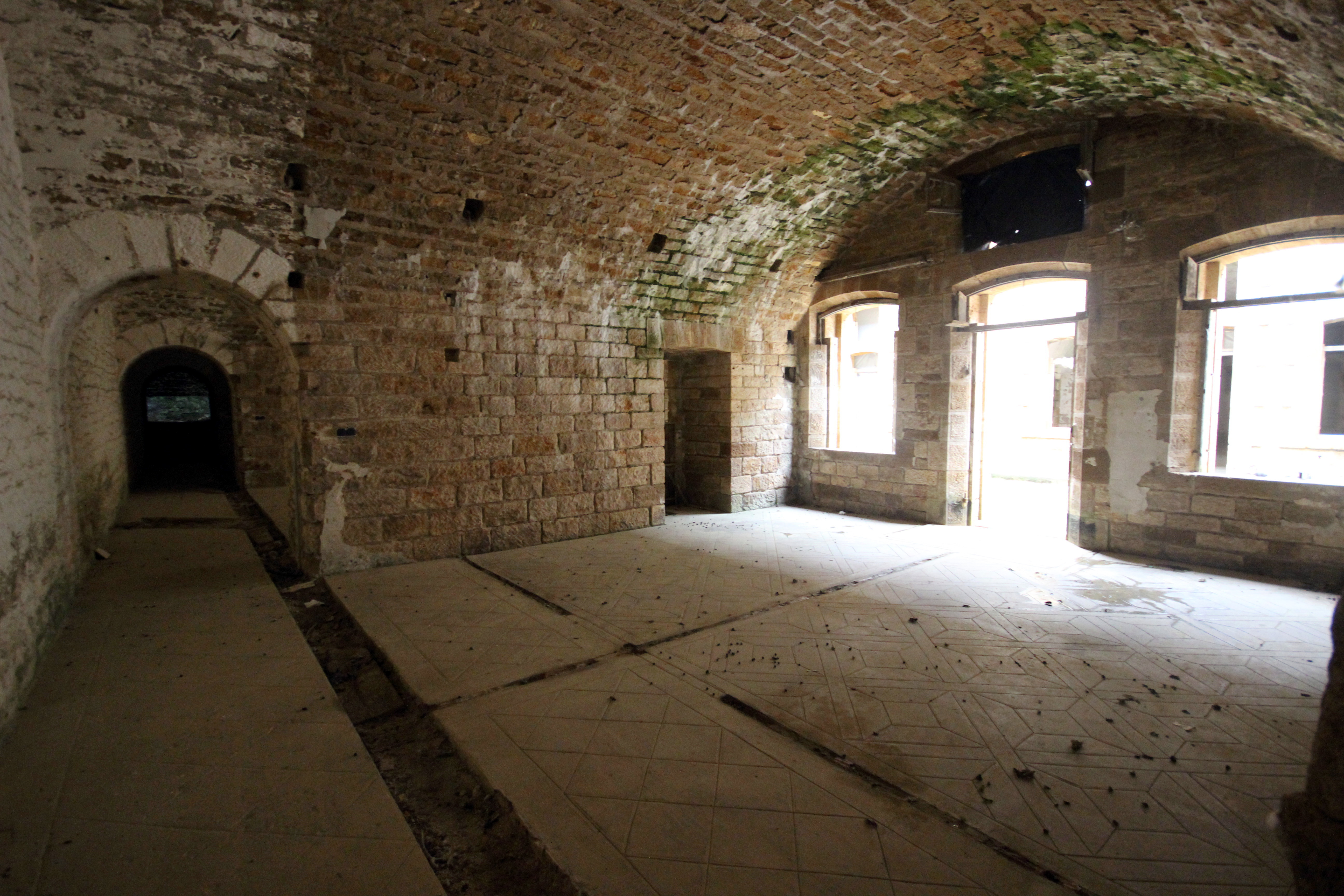
Une chambrée d'officiers avec le couloir.

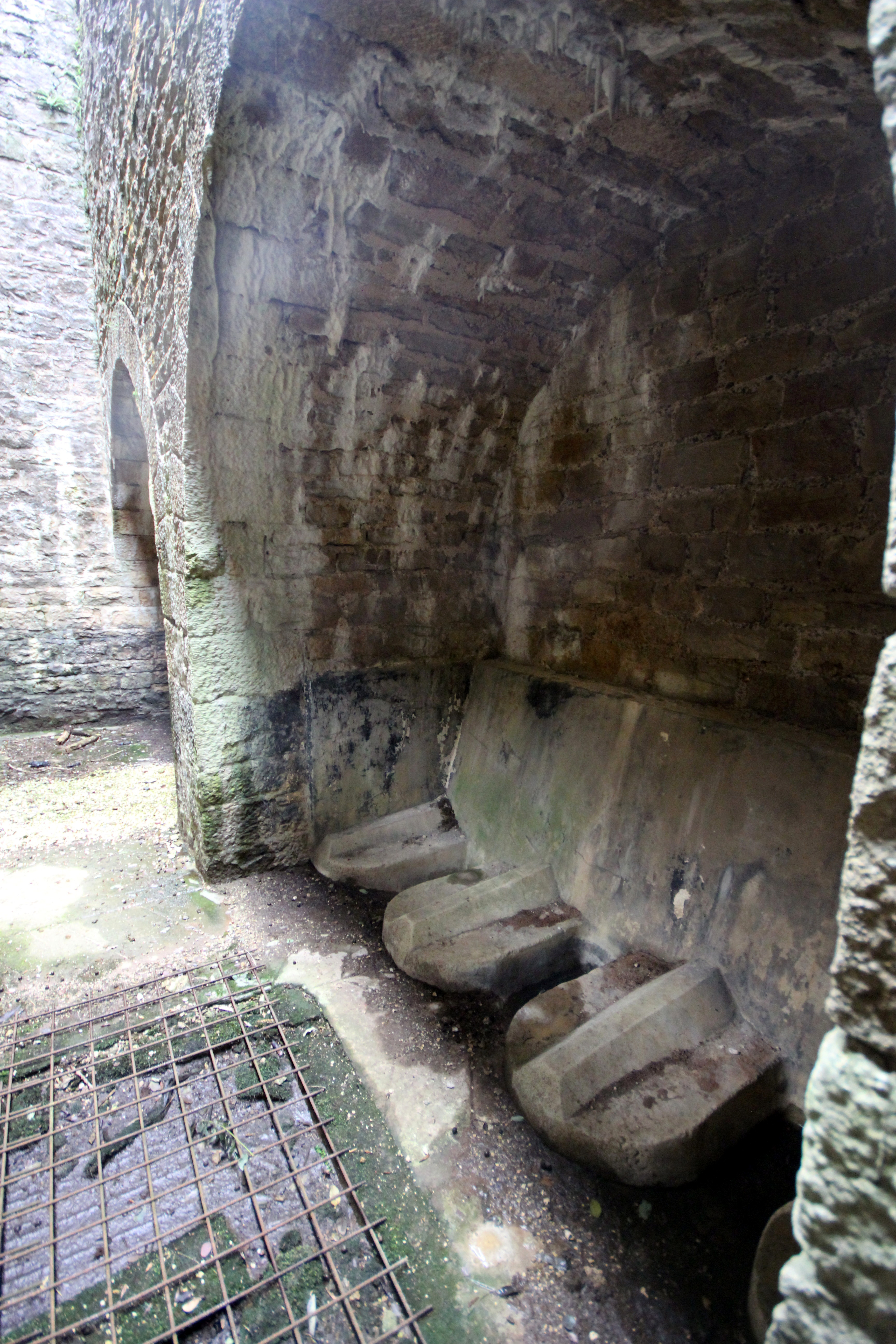
les latrines de guerre du fort.

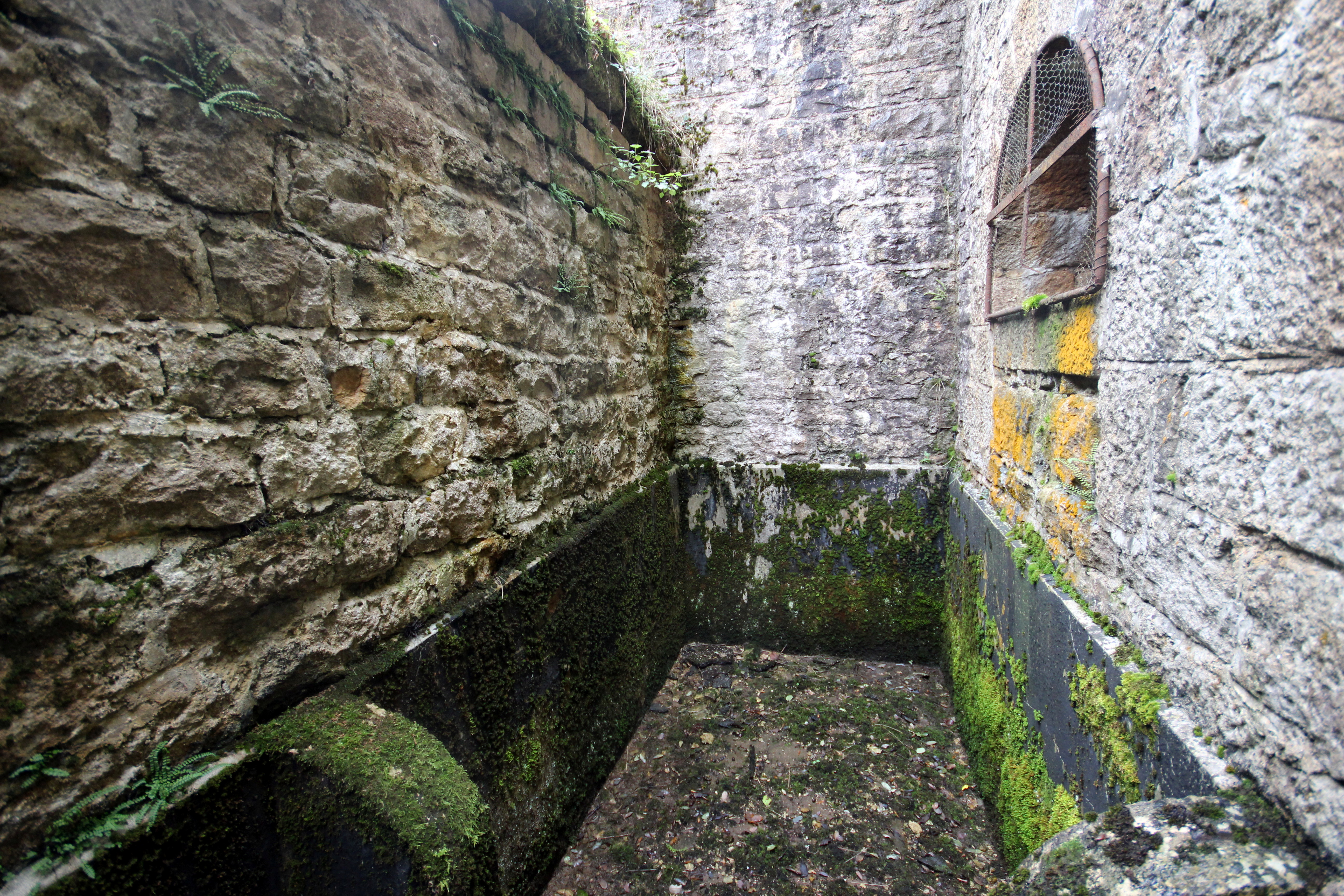
les latrines de guerre.

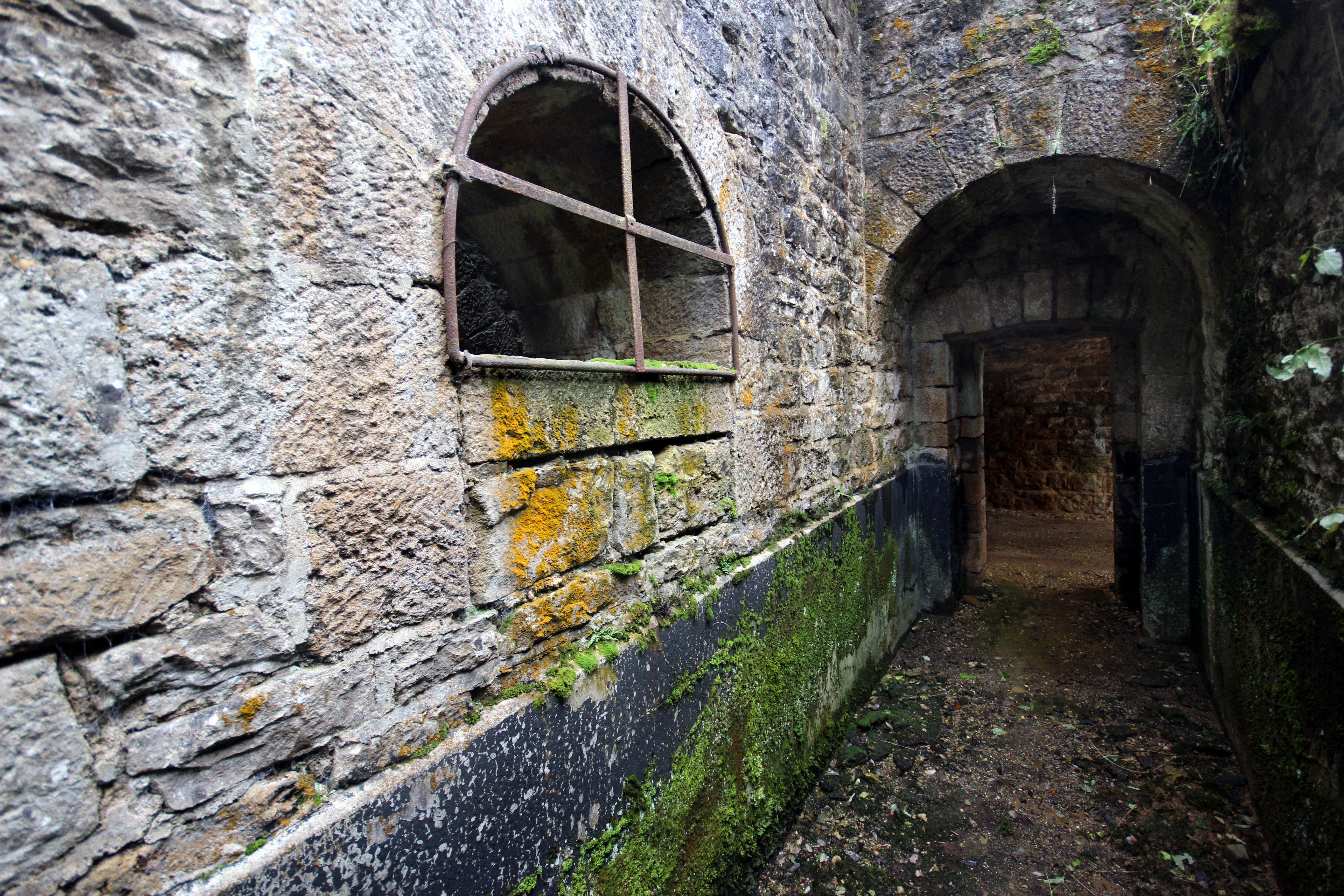
les latrines de guerre.

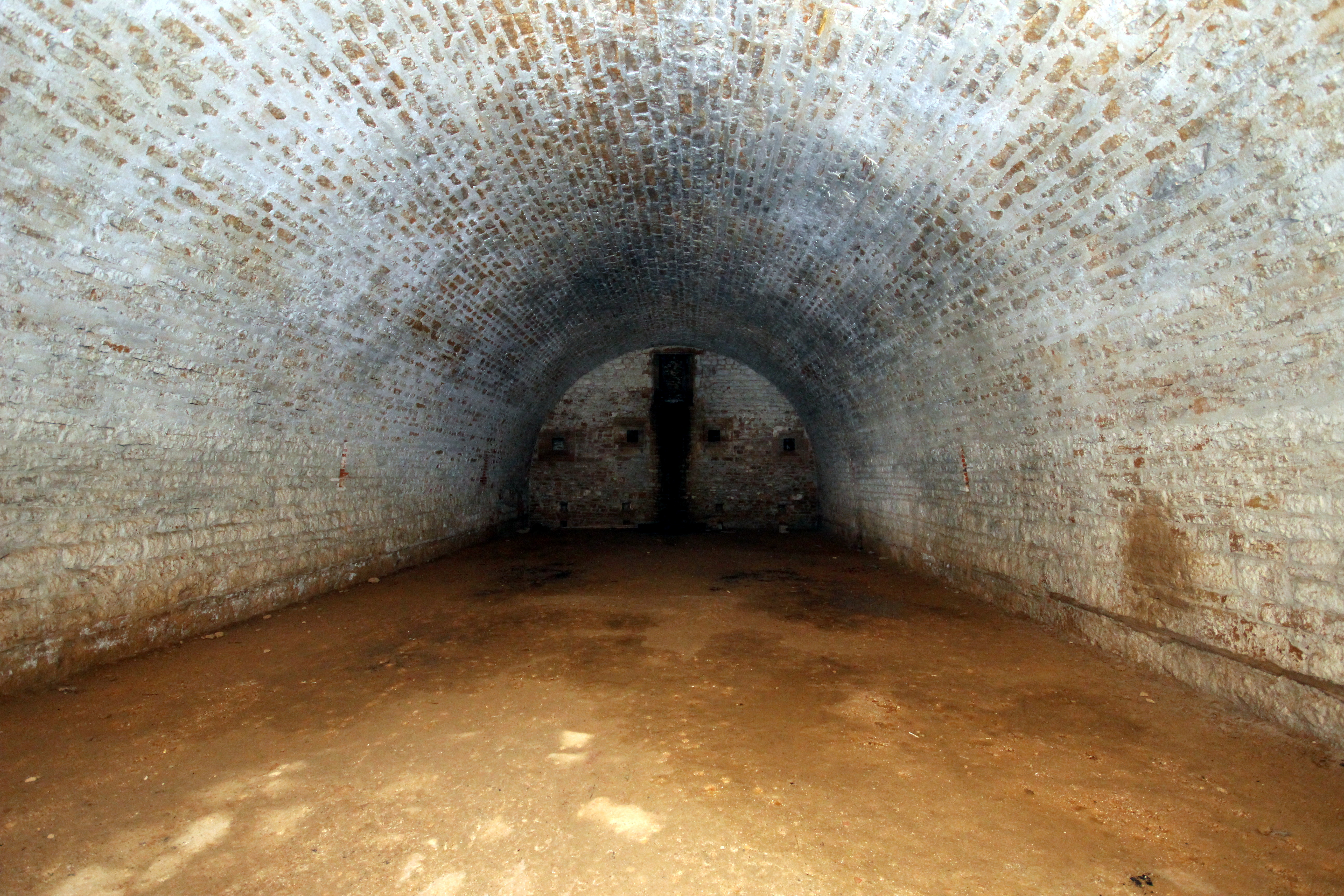
Un des deux magasins à poudre du fort.

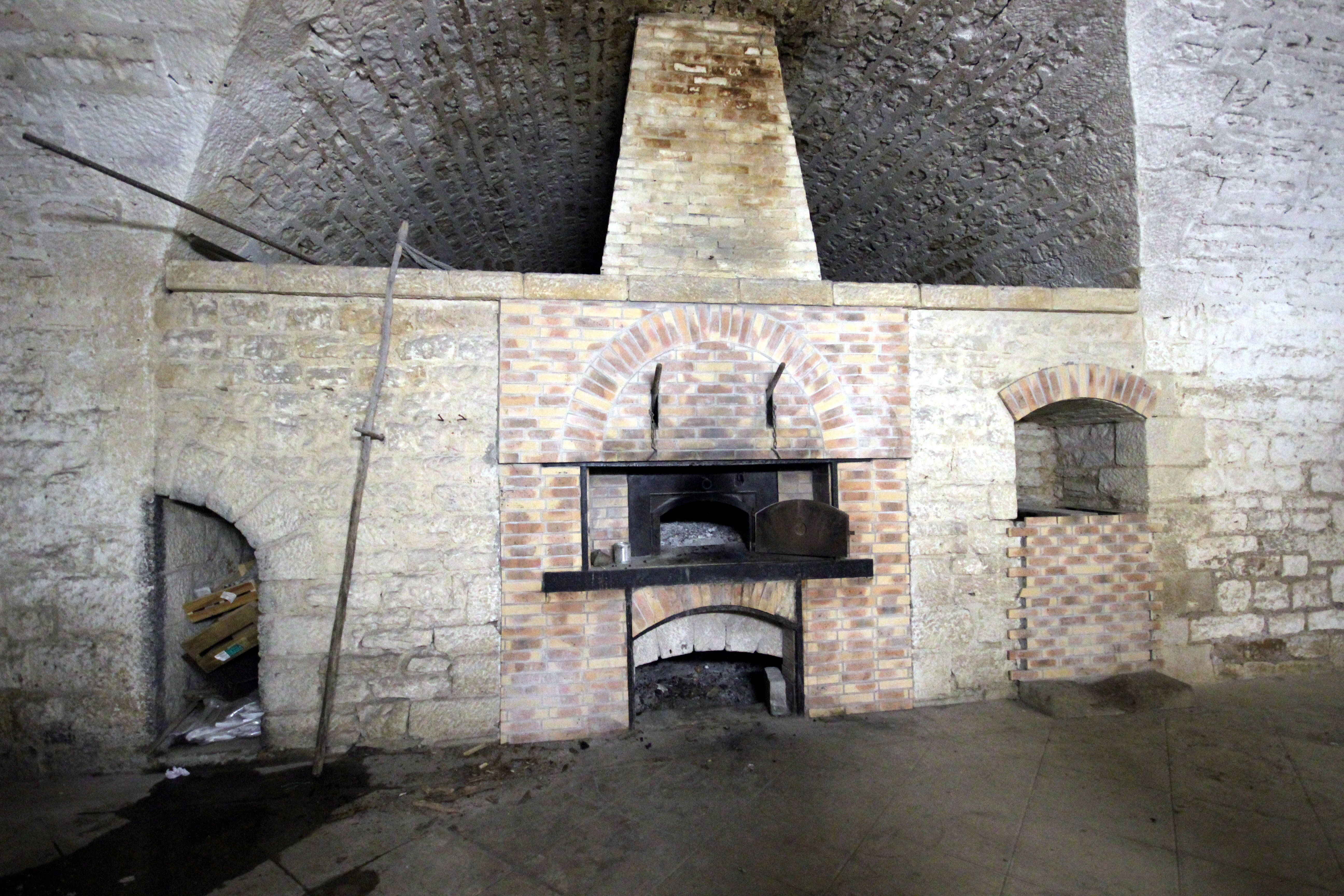
La boulangerie et son four à pain en bon état de fonctionnement.

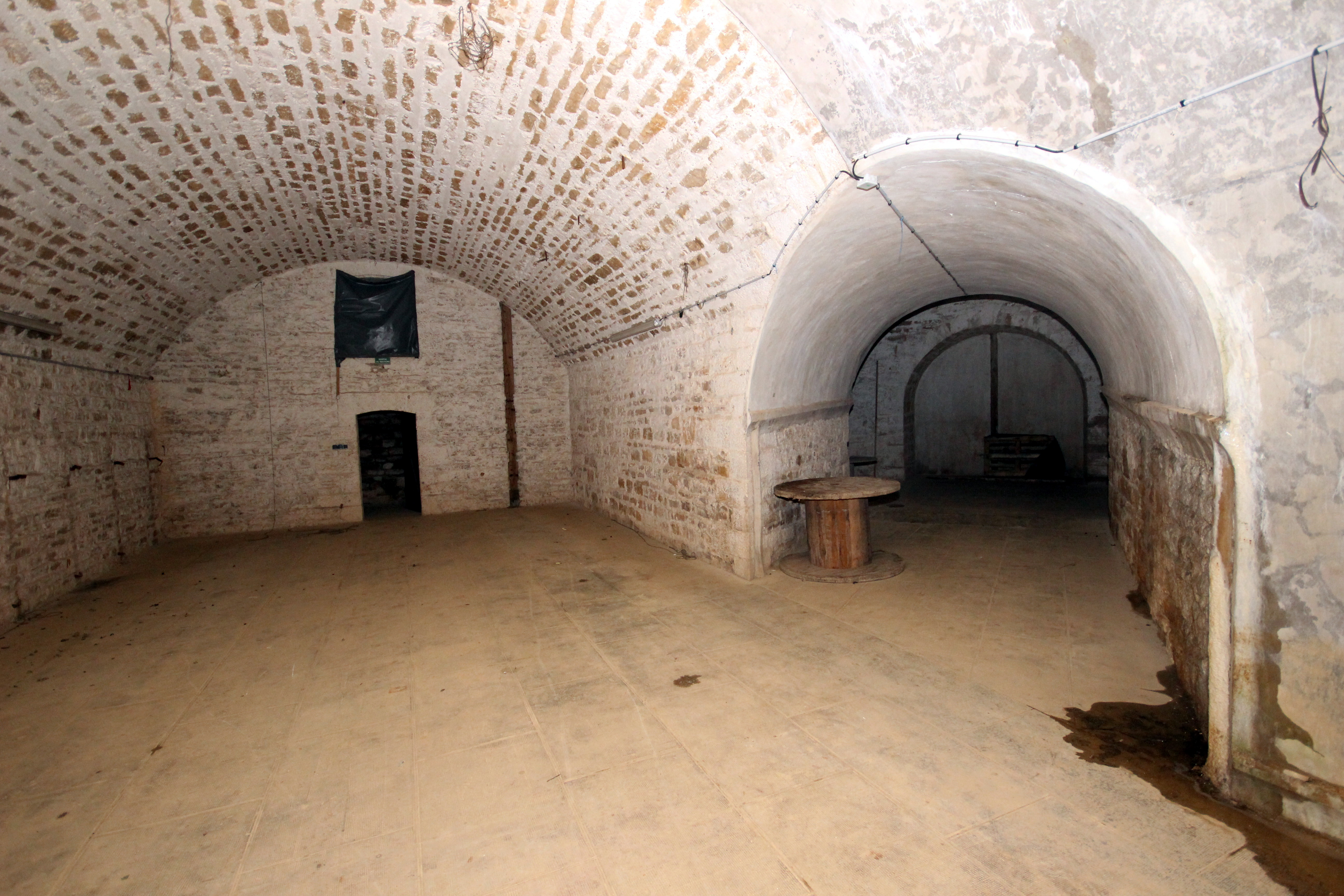
Un magasin d'artillerie du fort.

Le fort faisait partie de la place forte de Langres, formant à 7,7 km de la ville le môle sud-est entre l'ouvrage de la Croix d'Arles (à Bourg, 47° 48′ 47,9″ N, 5° 19′ 08,26″ E) et le fort de Montlandon (à Haute-Amance, 47° 50′ 46,25″ N, 5° 28′ 11,73″ E), avec en annexe la batterie du Pailly à 700 m au sud-ouest 47° 48′ 01,38″ N, 5° 23′ 55,05″ E). 
Le fort domine la gare ferroviaire de Culmont-Chalindrey (à 2,7 km à l'est du fort), son dépôt et surtout le croisement entre les voies ferrées venant de Dijon, de Gray, de Bâle (via Vesoul et Belfort), de Paris (via Chaumont et Troyes) et de Toul (via Neufchâteau).

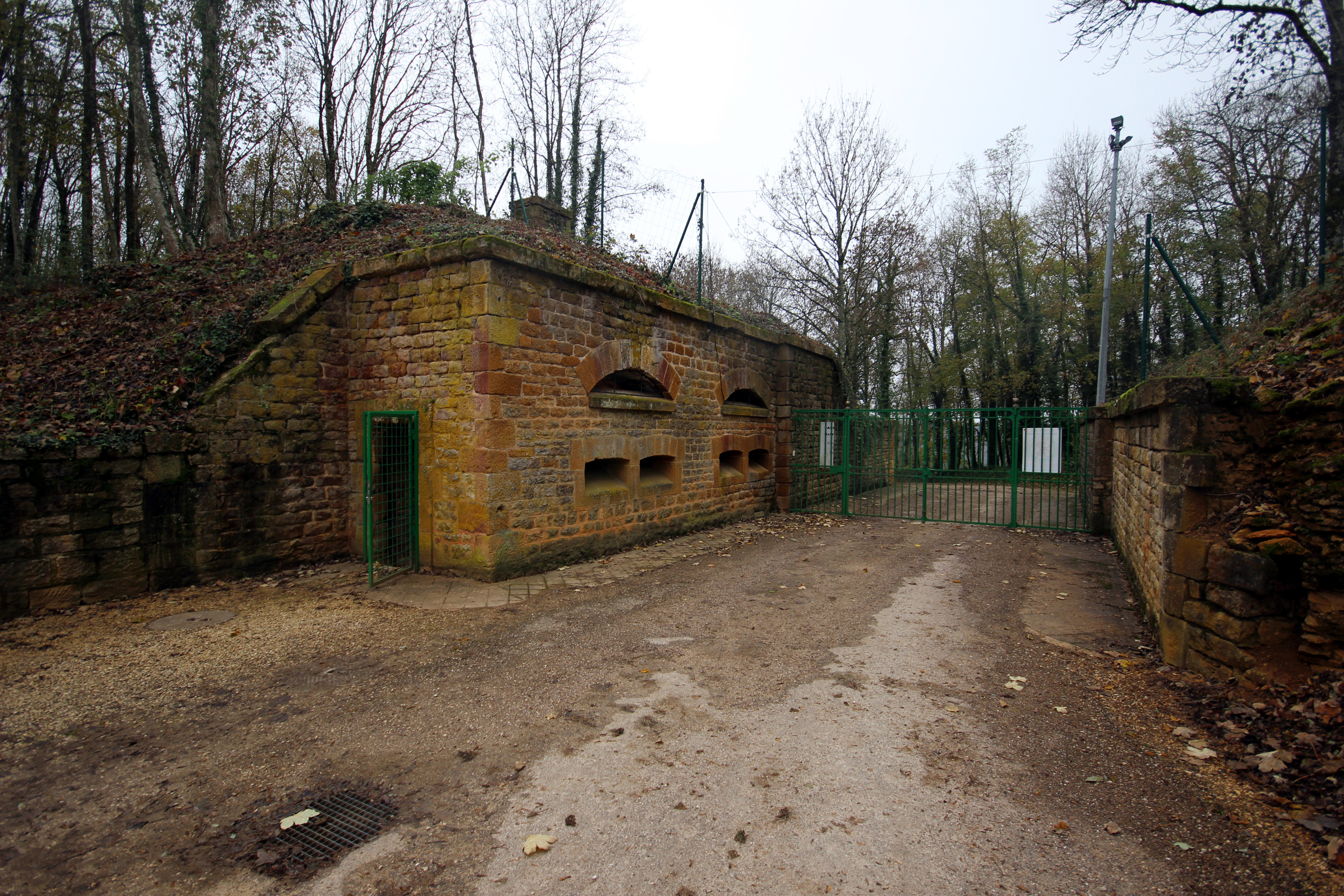
Le corps de garde extérieur.
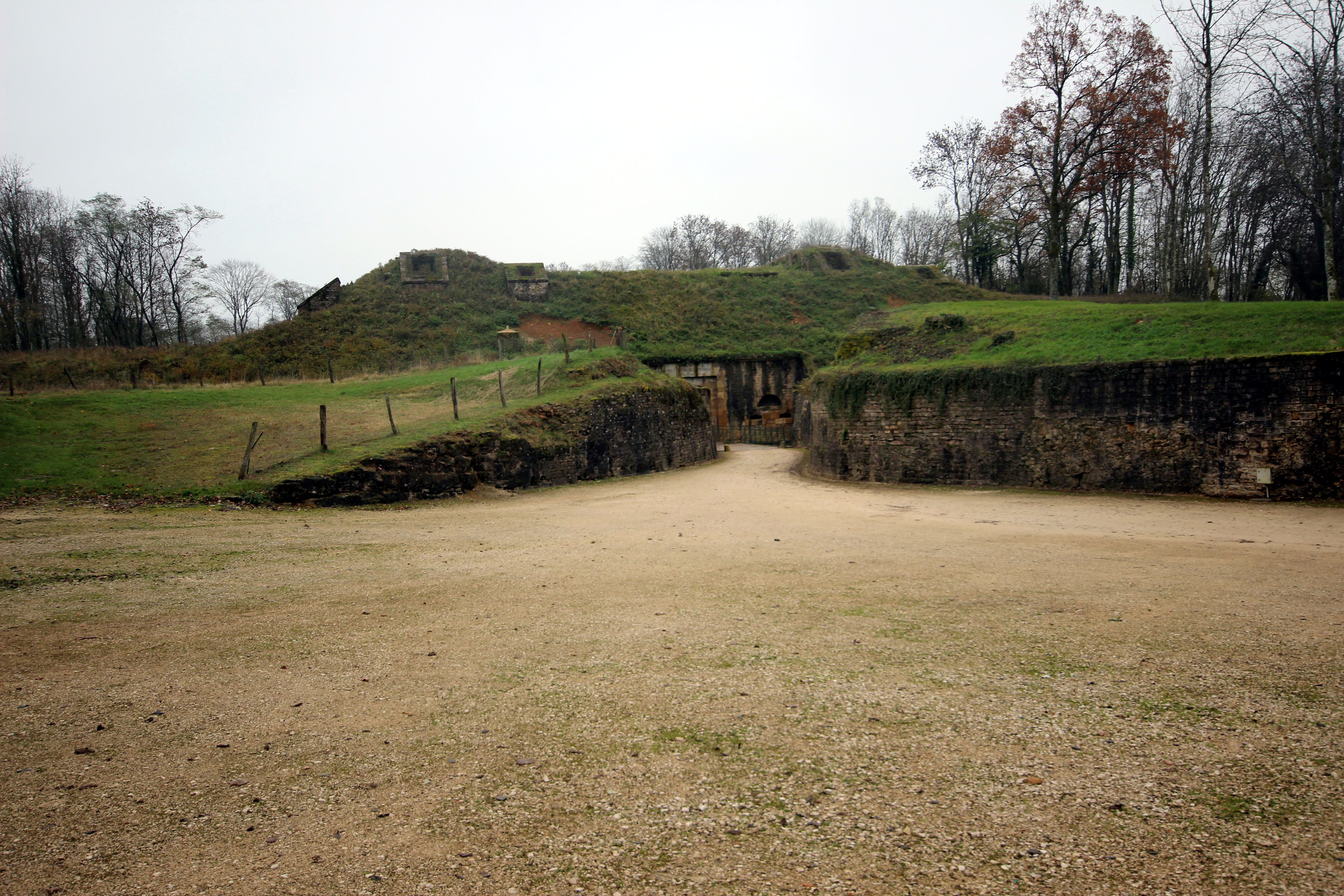
Vue de l'entrée du fort.
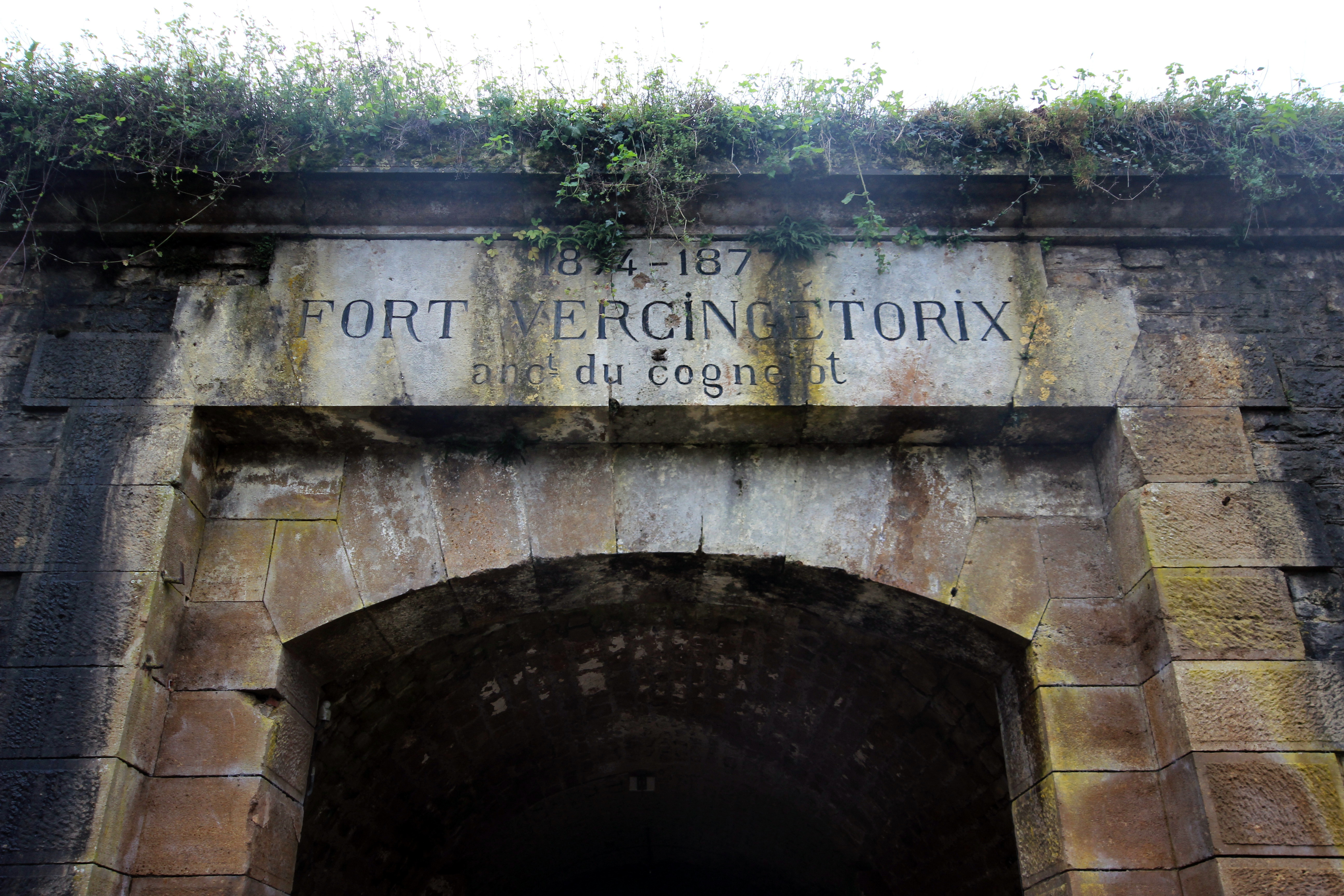
Fronton de l'entrée.
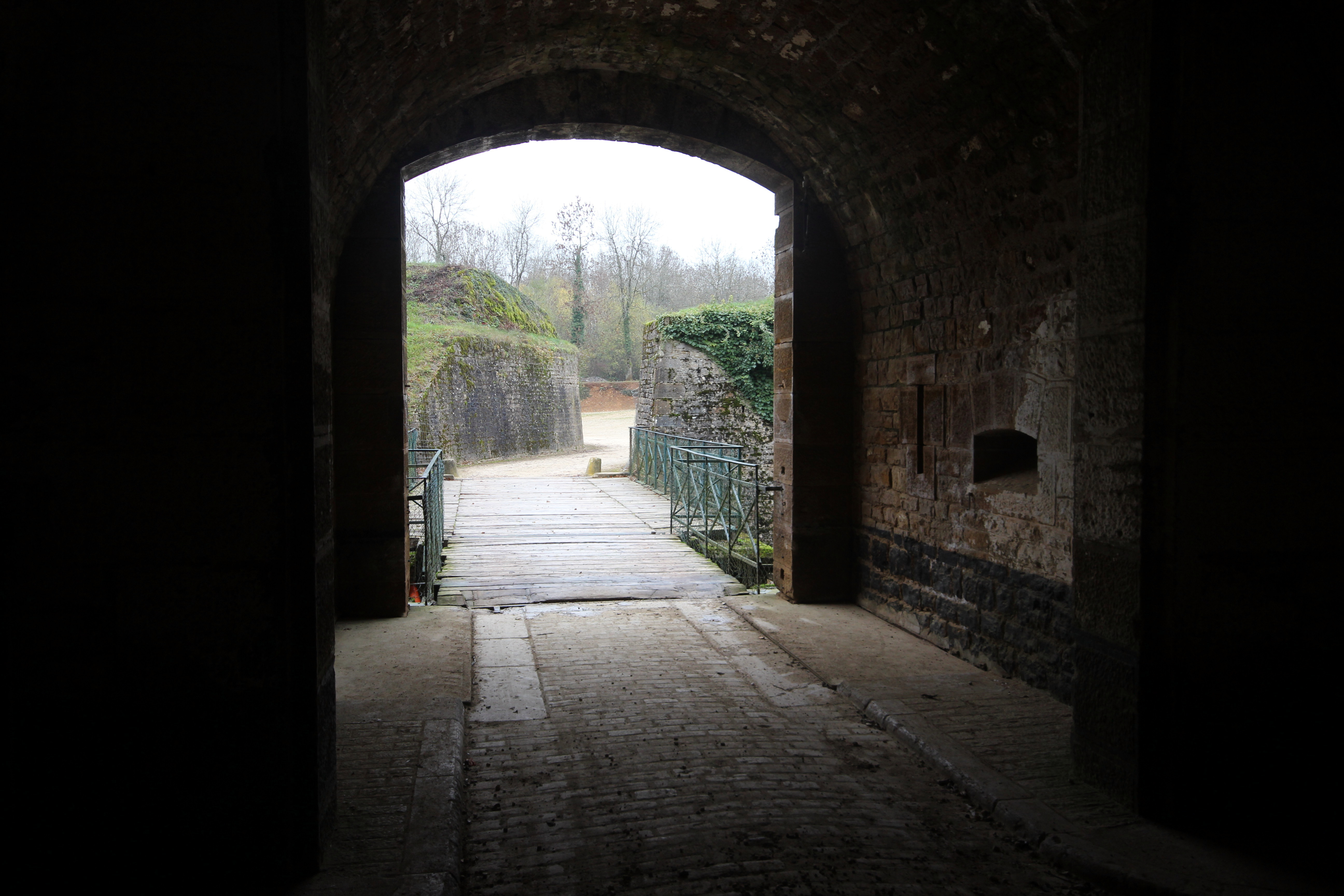
Le pont-levis du fort.

Couvrant une superficie de 29 hectares, le fort a la forme d'un hexagone très irrégulier, presque un rectangle. 
Une enveloppe bastionnée couvre tout le sommet de la colline, le fort formant réduit au milieu. 
C'est un fort d'arrêt, capable de se défendre de tous les côtés, alors que les forts de ceinture sont plus ouverts sur le front de gorge. 
Les fossés ont la particularité d'être défendus, non par des caponnières, mais par deux coffres de contrescarpe et un coffre d'escarpe.
L'enveloppe comprend trois casemates à tir direct, ainsi que les hangars d'artillerie (pour stocker les pièces en temps de paix).

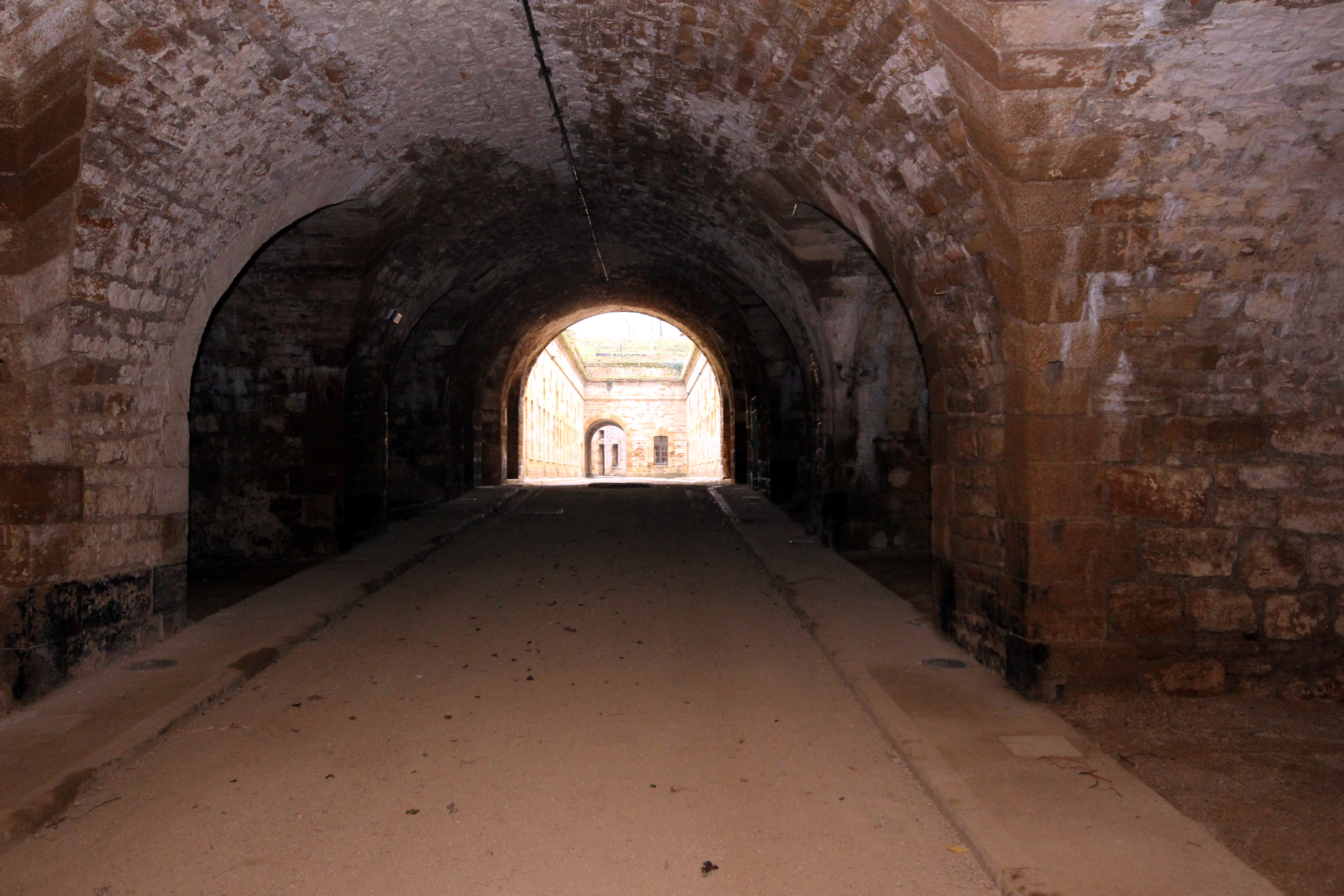
La galerie principale.
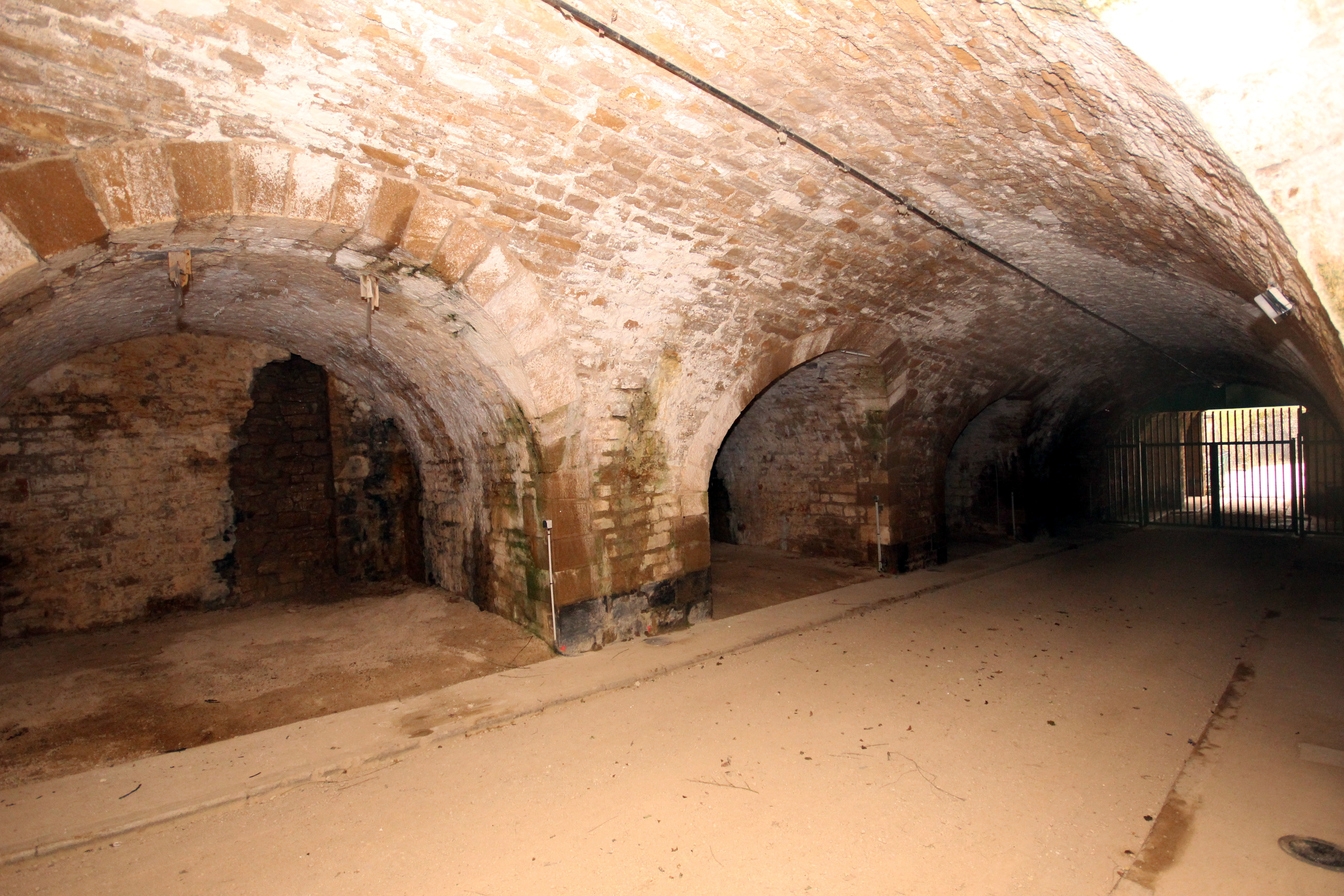
La galerie principale.
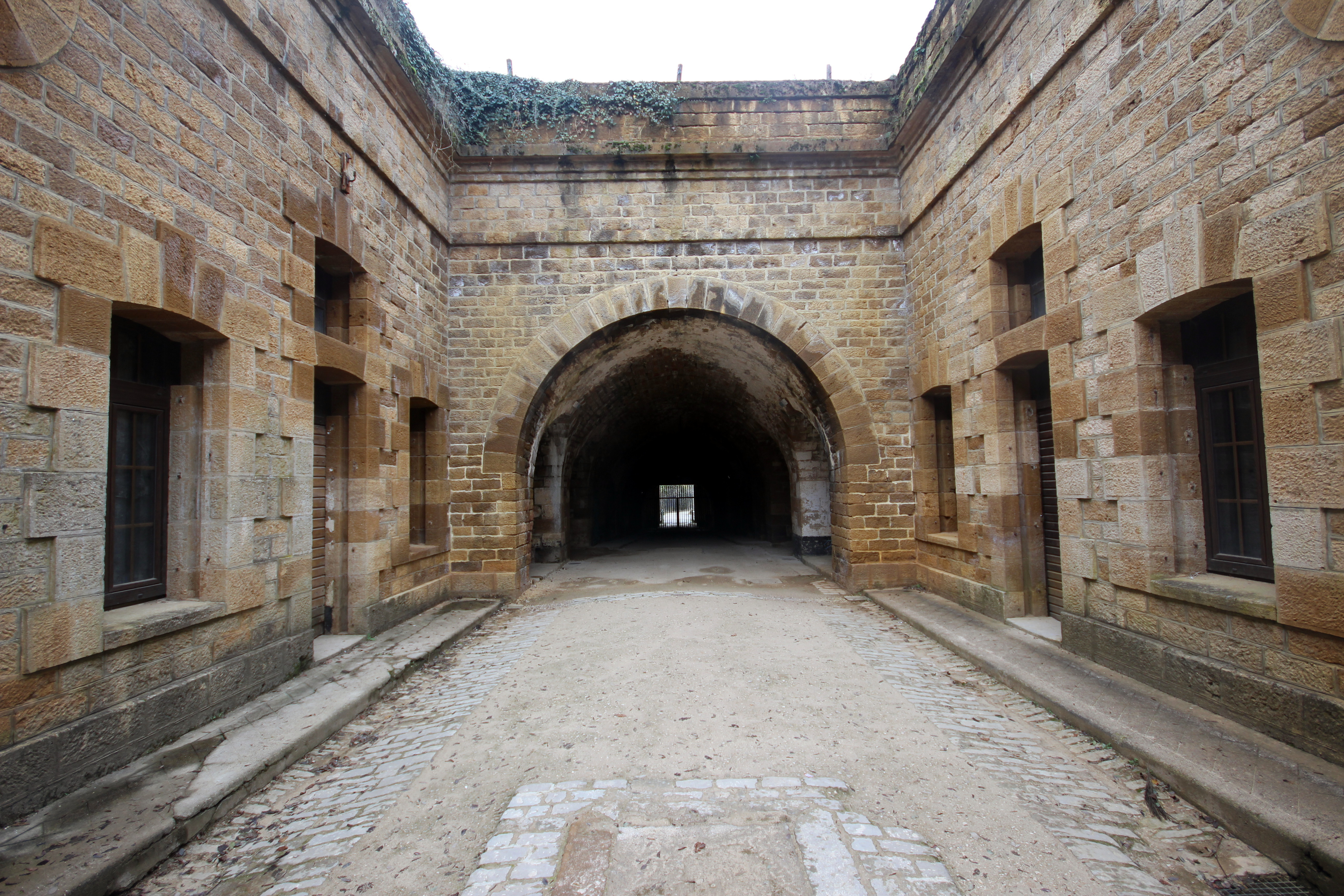
La première cour du fort.
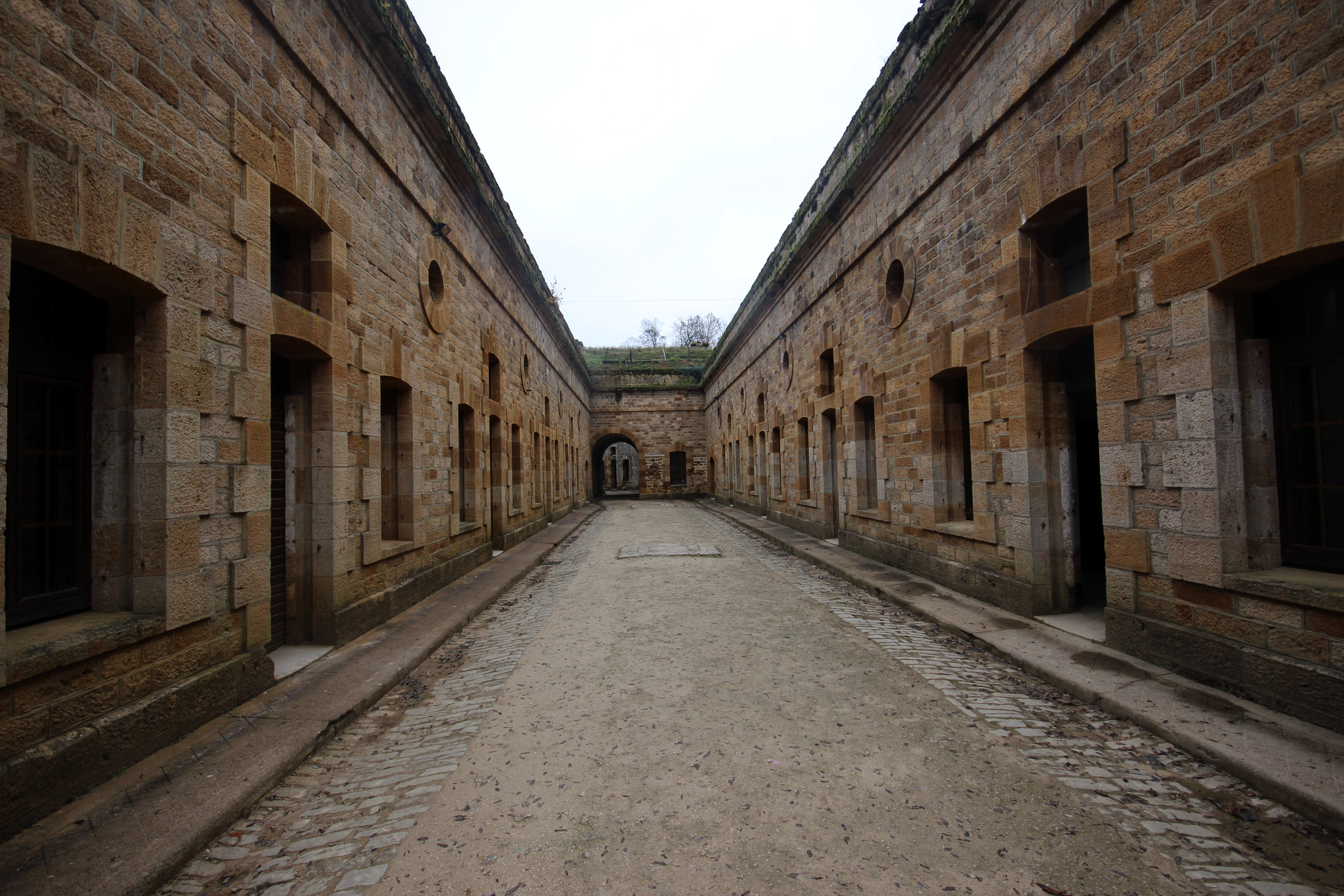
La première cour.
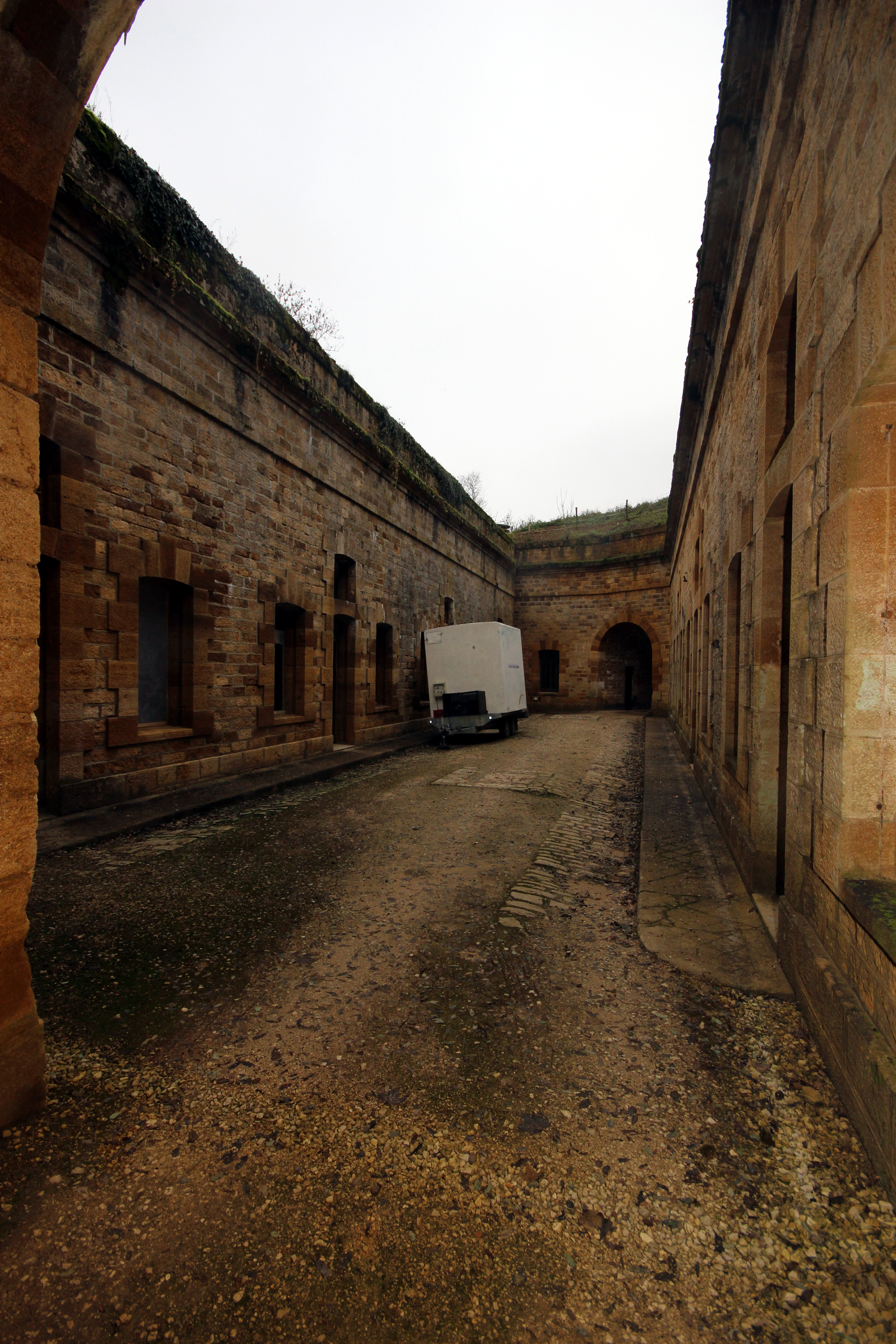
La deuxième cour.

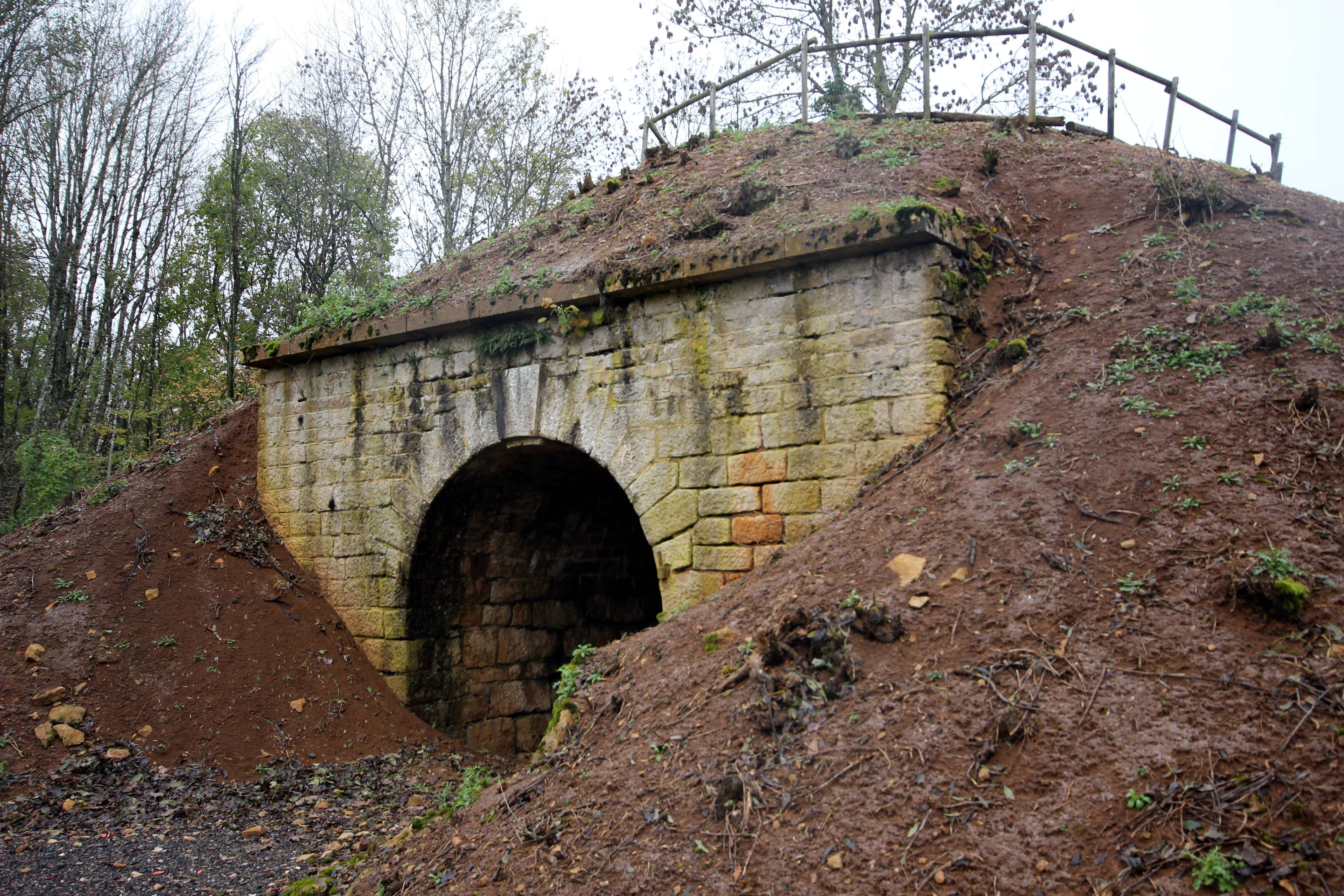
Une traverse-abri du fort.
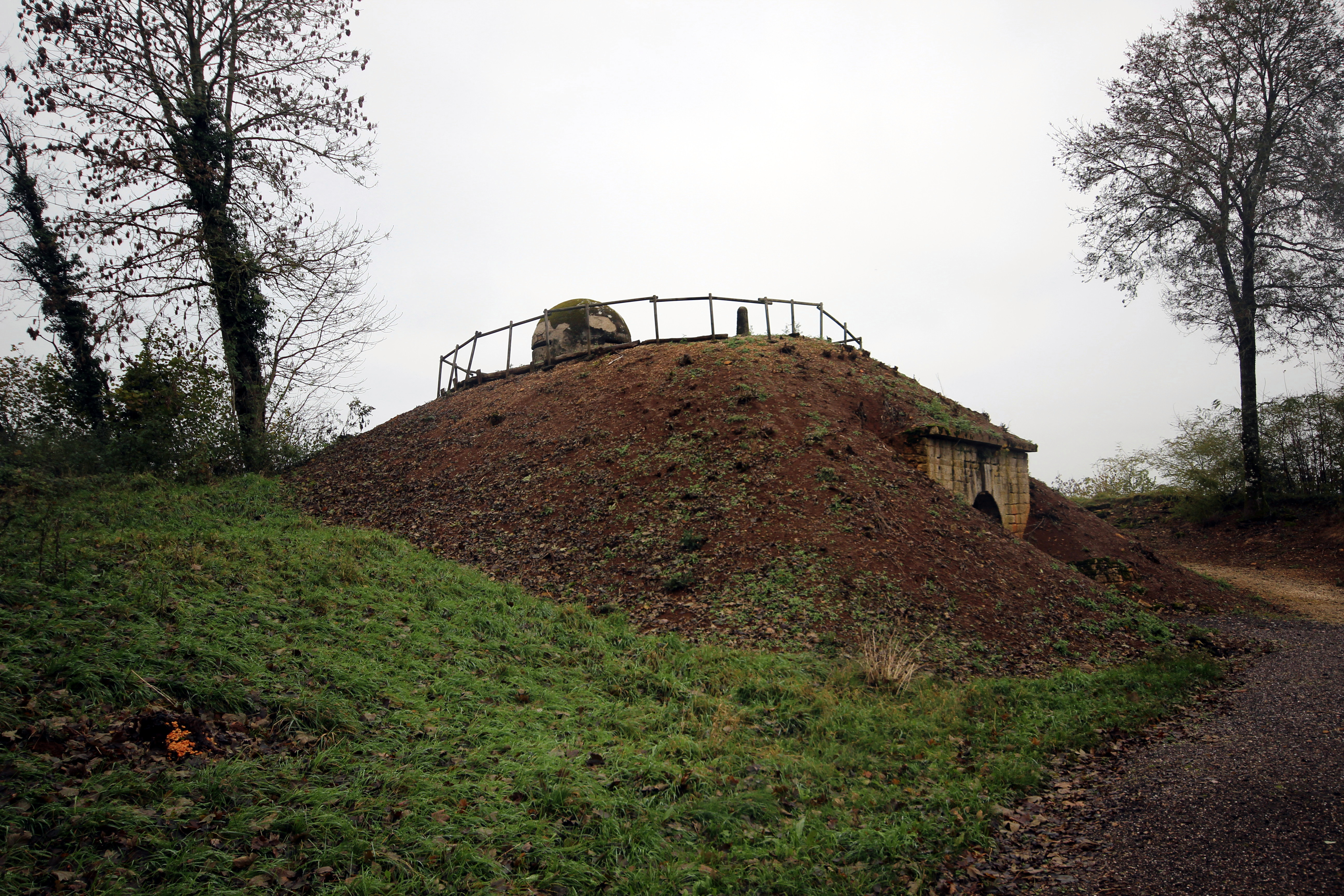
Une traverse équipée d'un observatoire cuirassé.
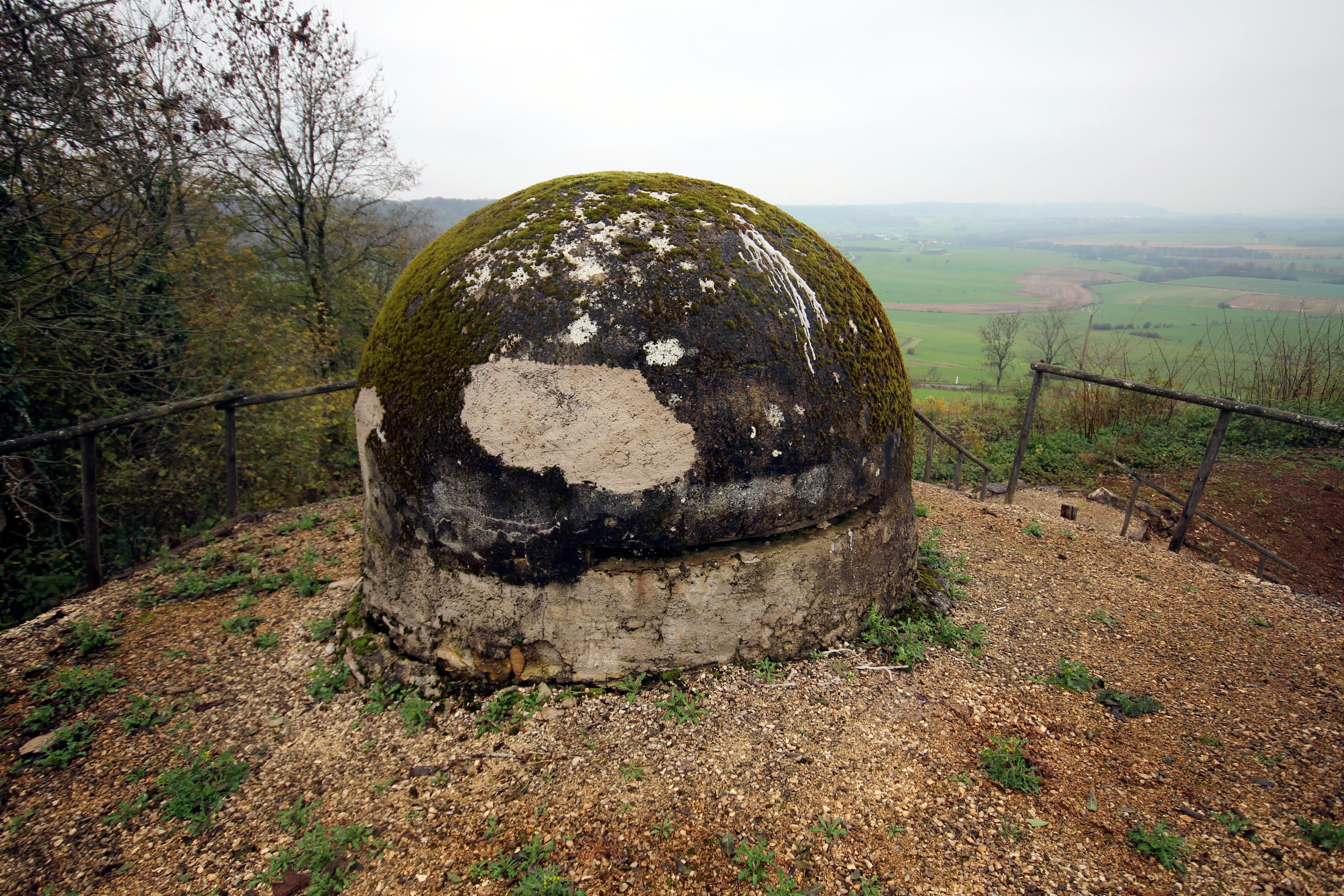
Un observatoire construit pendant la Première Guerre mondiale.
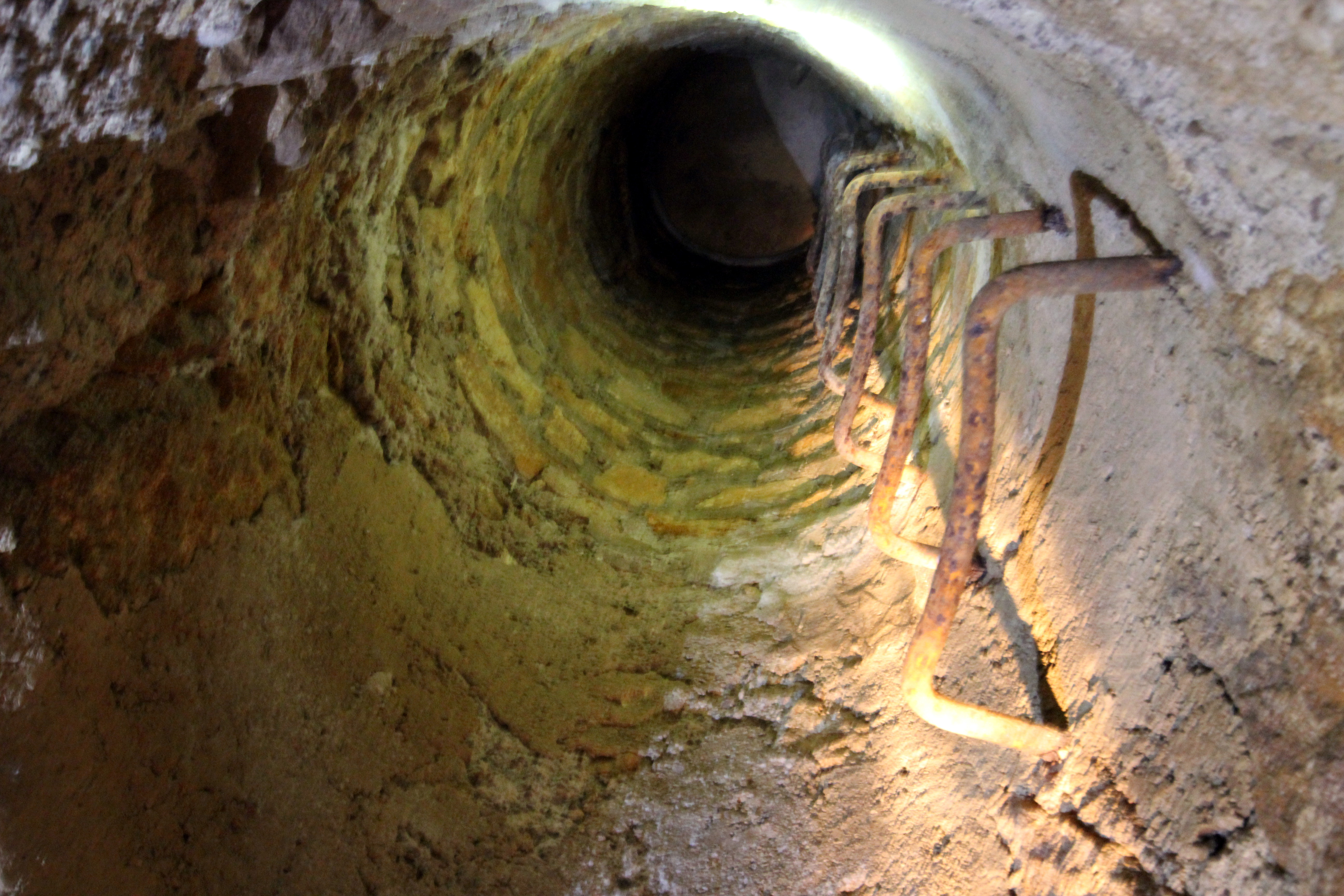
L'intérieur de l'observatoire cuirassé.

Pilier sud de la place de Langres, il devait, notamment, protéger le nœud ferroviaire de Chalindrey. 
C'est un grand fort à enveloppe méritant parfaitement cette désignation car, et c'est exceptionnel, le réduit est isolé dans cette enveloppe ou bien, en d'autres termes, aucun front de ce réduit ne constitue une partie du périmètre extérieur. 
L'enveloppe occupe un vaste espace trapézoïdal cerné d'un fossé sec. Pas moins de sept traverses-abris et trois casemates à tir direct y sont réparties de manière à avoir des actions tous azimuts. 
Ces casemates possèdent dans leur prolongement un local à usage mixte casernement-magasin, avec un âtre.
L'enveloppe abritait également un corps de garde, deux hangars d'artillerie et un ou plusieurs baraquements. 
Deux des traverses-abris de cette enveloppe sont coiffées d'un observatoire bétonné. 
À quelques mètres de l'entrée du réduit, sous la contrescarpes, un petit magasin sous roc dont la tête de monte-charge débouche dans l'enveloppe sous la forme d'un gros dôme bétonné a été creusé. 
La forme du réduit peut être comparée à un rectangle brisé au tiers de sa longueur. 
La défense de son périmètre est assez remarquable, la brisure entraînant un angle rentrant pourvu d'un coffre double d'escarpe probablement unique dans le système Séré de Rivières dans la mesure où, l'angle saillant de la galerie de liaison entre les caves à canons se situant au point de jonction du prolongement des lignes d'escarpe, il ne peut-être question de courtine. Les spécialistes trancheront la question. 
Ce coffre enfile les fronts I-Ii et II-III. Le saillant (cette numérotation inclut l'angle rentrant comptabilisé II) s'est vu construite un coffre double de contrescarpe, mais saillant dans le fossé. 
En clair, ce coffre n'est pas blotti dans l'angle, mais s'avance dans le fossé. 
Ses feux, battant les fronts III-IV et IV-V, ne se croisent donc pas comme il en est dans une disposition classique. cette disposition implique un recoupement de l'angle de l'escarpe qui, à l'instar de la pointe de la batterie de l'Éperon à Nancy, compte ainsi un angle de plus que sa contrescarpe. 
Le reste du périmètre du réduit, les fronts V-VI et de gorge, se trouve sous les feux d'un second coffre de contrescarpes, plus classique, encore que de tels organes en maçonnerie de moellons ne soient pas légion. 
Ces deux coffres sont devancés par leur propre fossé, lui-même traversé perpendiculairement par une gaine d'accès qui, crénelée, y forme caponnière.
Avons rentré cette disposition nulle part ailleurs. L'entrée du réduit s'ouvre au creux d'une petite courtine dont les flancs ne comprennent aucun créneau de défense. 
L'escarpe est attaché.

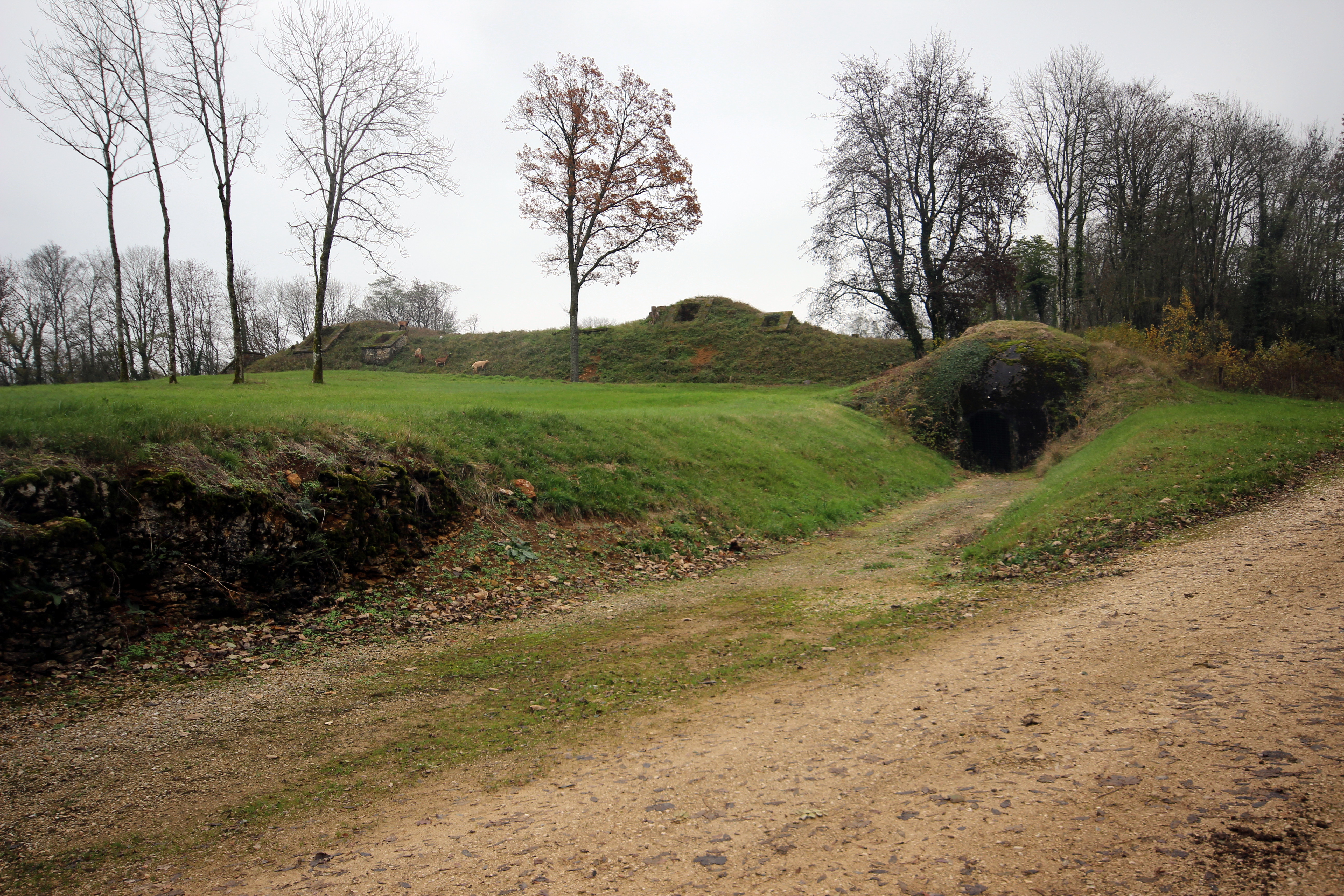
Le bloc de béton spécial du monte charge du magasin sous roc.
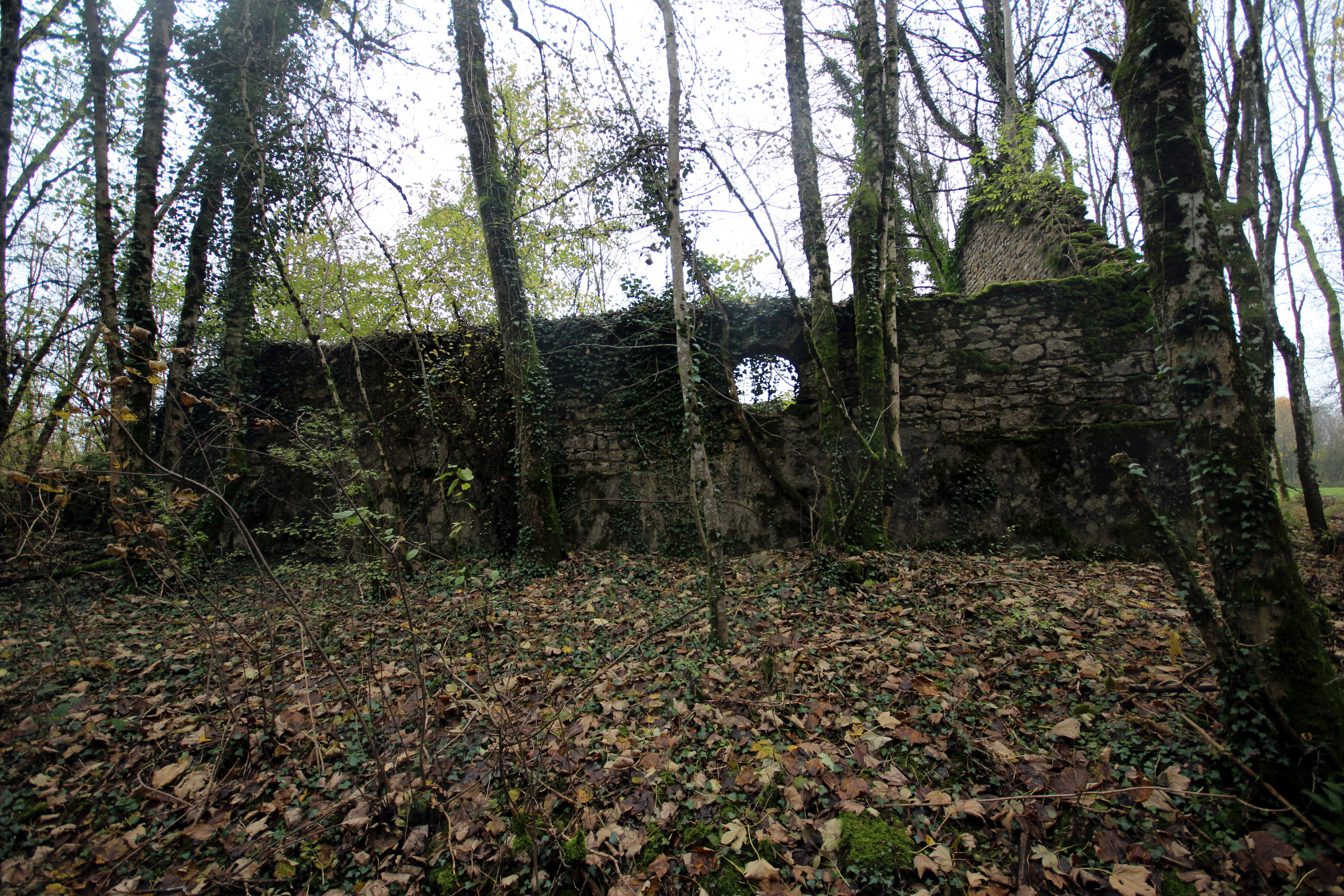
Les restes du hangar de l'artillerie.
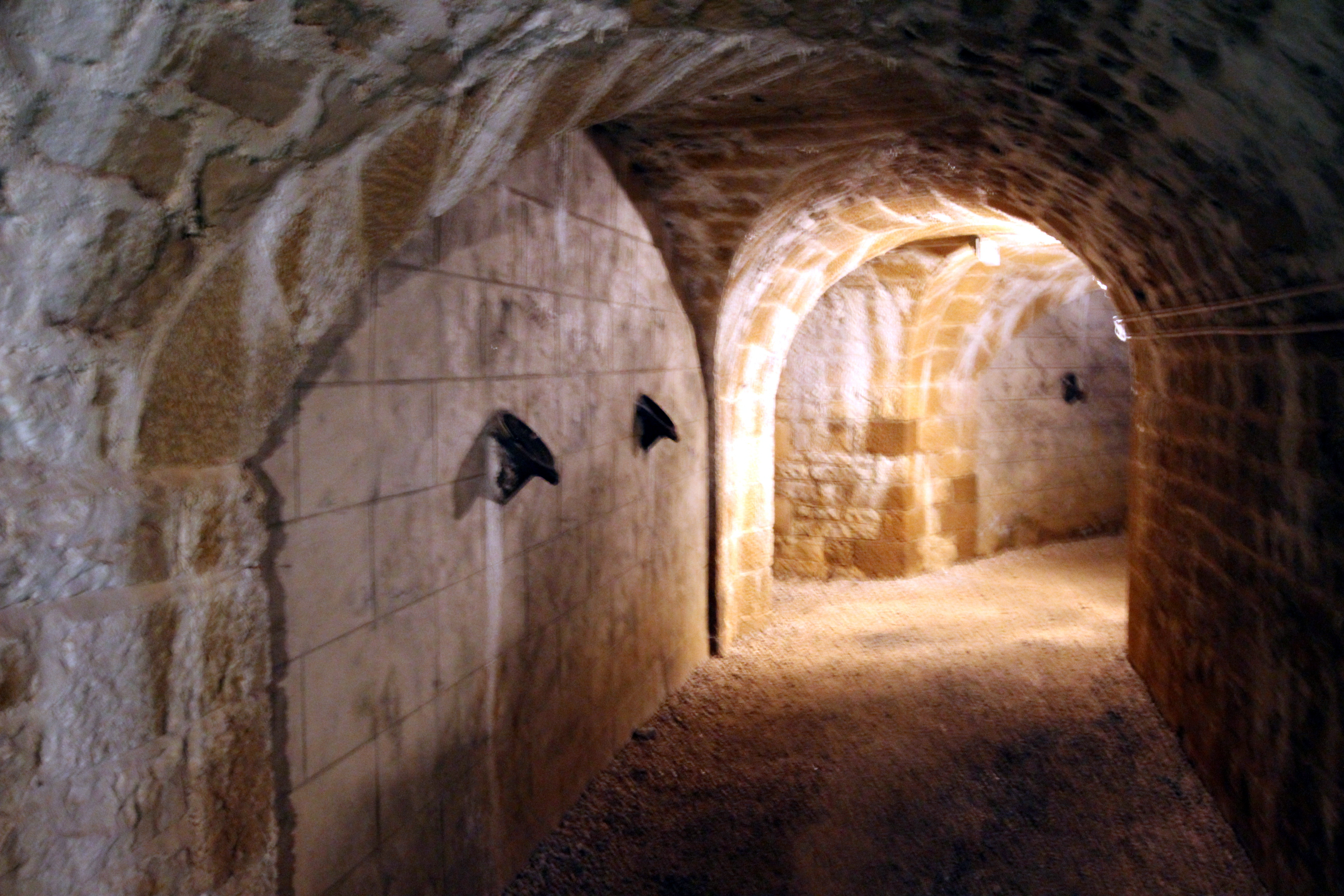
Deux goulottes lance-grenades dans les coffres d'escarpe.
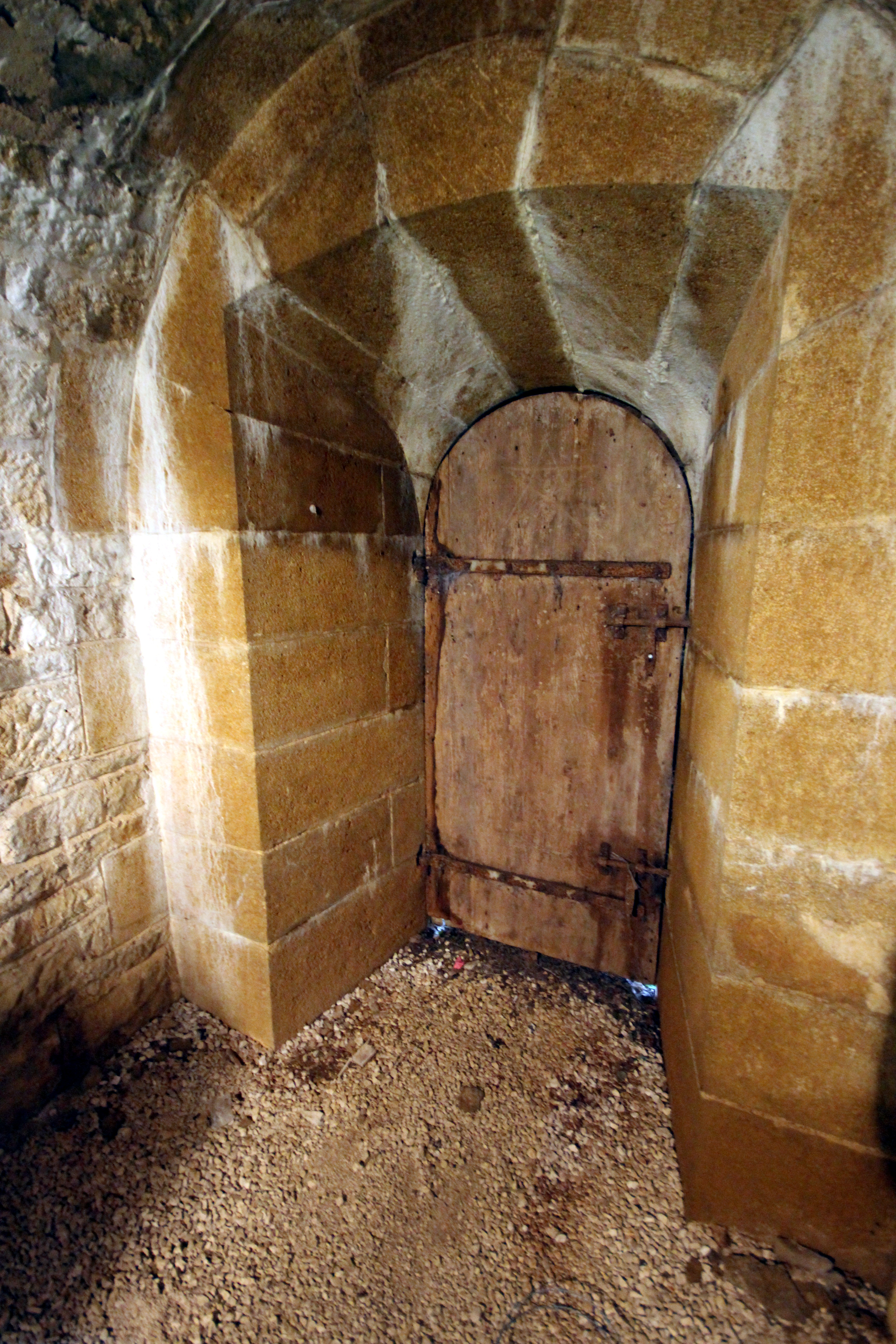
La porte d'entrée vue de l'intérieur du coffre d'escarpe.
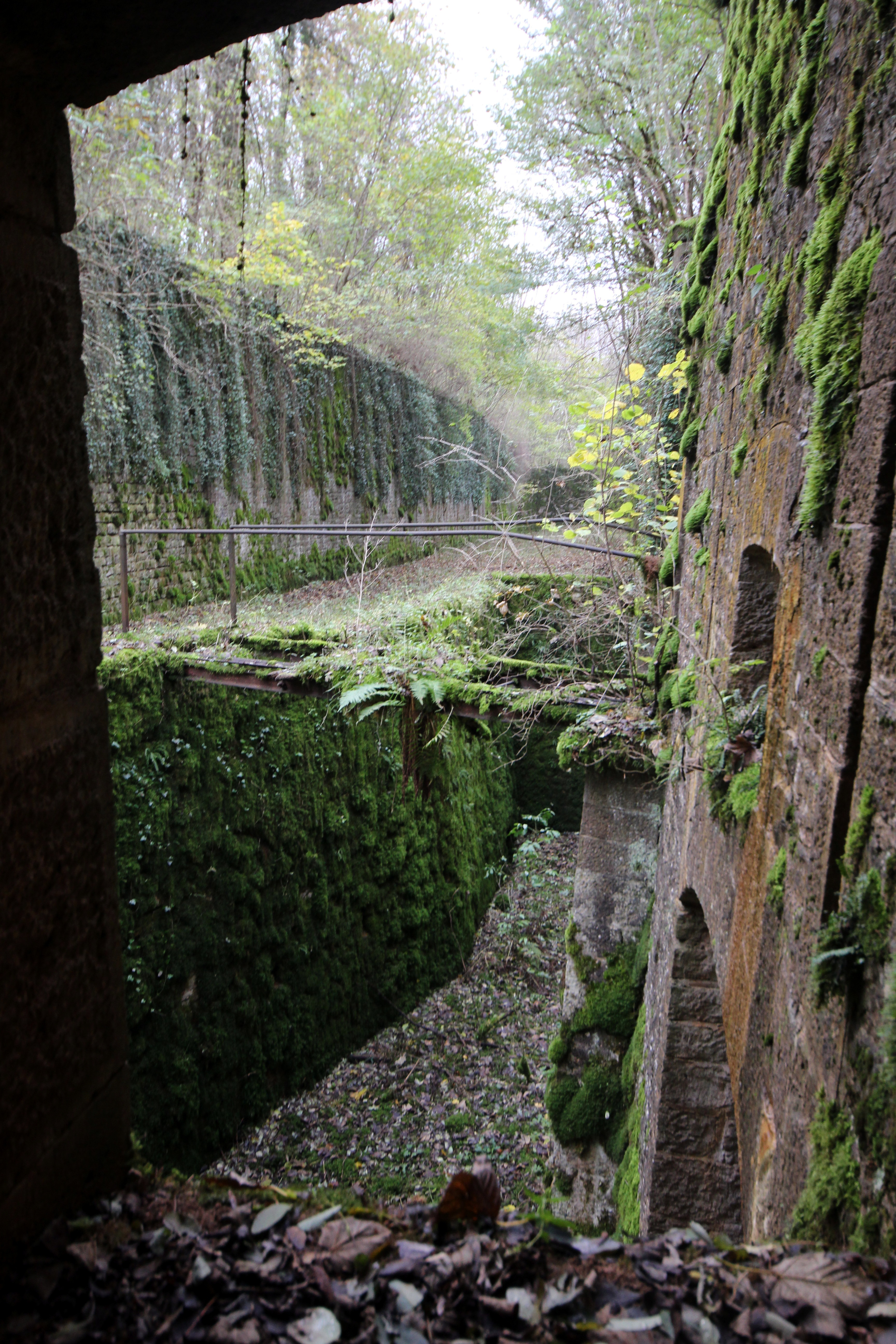
Vue sur l'entrée du coffre d'escarpe.

Le porche d'entrée se prolonge par un tunnel de part et d'autre duquel se trouvent des logettes, dont une abrite un puits d'eau potable. 
Derrière ces logettes, deux magasins à poudre alignant quatre créneaux à lampe étaient censés contenir, l'un 100 tonnes de poudre noire et l'autre, plus court de 2,25 m, 80,6 tonnes. le tunnel débouche dans une cour en puits de lumière bordée de chaque côté de sept chambrées sur un seul niveau. 
À l'opposé, un second passage en tunnel dessert quelques magasins avant de déboucher dans une seconde cour, en puits de lumière également, mais plus petite et orientée selon la brisure du périmètre. 
Quatre grandes travées, dont une contenant un four à pain de 300 rations, se situent sur la droite et les magasins divers leur font face. 
Aucune des travées n'a le berceau de sa voûte souligné par un arc de maçonnerie en façade. Chaque chambrée était chauffée par un âtre. 
Un galerie de circulation à l'arrière de tous ces locaux permettait d'atteindre n'importe quel organe du réduit sans avoir traversé une de ces deux cours. 
Le coffre double d"escarpe possède une poterne protégée par un fossé que franchissait une passerelle escamotable. Il était possible d’accéder par là à l'enveloppe. 
La défense perpendiculaire des embrasures des canons a été modifiée. Deux goulottes pour grenades donnent dans chacun des créneaux de pied. 
Cette modification n'est pas visible de l'extérieur où les créneaux originels ont été conservés. 
Côté intérieur, le renforcement percé des goulottes est exceptionnellement soigné, avec enduit cimenté et faux joints de maçonnerie.
L'évacuation des eaux usées du fort apparaît dans le fruit du créneau de pied gauche. Seize traverses-abris, dont cinq enracinées, garnissent la rue du Rempart. 
Le front de gorge en est pourvu. Les trois situées en arrière du saillant III sont autant de casemates à tir direct. 
En fait, le Cognelot devait recevoir deux casemates cuirassées en fonte dure modèle 1878 et une troisième dans son enveloppe ; ce ne fut jamais réalisé. 
Les dessus du massif central sont organisés en crête d'infanterie. Deux escaliers en colimaçon permettaient d'y accéder. 
Néanmoins, l'élément le plus remarquable des dessus est sans conteste le poste de communications optiques casematé à trois directions. 
Les deux créneaux de droite sont très grands, environ 100 cm de côté. 
L'un communiquait avec le fort de Chailluz à Besançon (75 km) et l'autre avec le réduit du Mont Afrique à Dijon (65 km). 
Sous toutes réserves, il est possible que le dernier créneau, le plus à gauche et de dimensions moindres, ait été orienté vers le fort de Plesnoy distant de 11,8 km. 
Certains éléments de l'héliostat sont encore en place. 
À l'extérieur du poste optique, une table d'orientation, avec circulaire en bronze indiquant nombre de directions, devait servir pour des exercices. 
La circulaire en question avait été récupérée par les villageois qui l'a pieusement conservée jusqu'à la création de l'association de sauvegarde du fort en 2002. Une batterie annexe dite " du Paily".